# Éamon de Valera
Éamon de Valera (registrado como George de Valero; alterado depois para Edward de Valera; Nova York, 14 de outubro de 1882 – Dublin, 29 de agosto de 1975) foi um estadista e líder político irlandês nascido nos Estados Unidos. Ele serviu como o 3º presidente da Irlanda de 1959 a 1973 e vários mandatos como Taoiseach. Ele teve um papel de liderança na introdução da Constituição da Irlanda em 1937, e foi uma figura dominante nos círculos políticos irlandeses do início da década de 1930 ao final da década de 1960, quando serviu mandatos como chefe de governo e chefe de estado.
De Valera foi um comandante dos Voluntários Irlandeses (Terceiro Batalhão) em Boland's Mill durante a Revolta da Páscoa de 1916. Ele foi preso e condenado à morte, mas libertado por uma variedade de razões, incluindo sua cidadania americana e a resposta pública à execução britânica de líderes da Revolta. Ele retornou à Irlanda depois de ser preso na Inglaterra e se tornou uma das principais figuras políticas da Guerra da Independência. Após a assinatura do Tratado Anglo-Irlandês, de Valera serviu como líder político do Sinn Féin Anti-Tratado até 1926, quando ele, junto com muitos apoiadores, deixou o partido para criar o Fianna Fáil, um novo partido político que abandonou a política de abstencionismo do Dáil Éireann.
De lá, de Valera passou a estar na vanguarda da política irlandesa até a virada da década de 1960. Ele assumiu como presidente do Conselho Executivo de W. T. Cosgrave e mais tarde se tornou Taoiseach, com a adoção da Constituição da Irlanda em 1937. Ele serviu como Taoiseach em três ocasiões diferentes: de 1937 a 1948, de 1951 a 1954 e, finalmente, de 1957 a 1959. Ele continua sendo o Taoiseach com mais tempo de serviço em total de dias servidos no cargo. Ele renunciou em 1959 após sua eleição como presidente da Irlanda. Até então, ele havia sido líder do Fianna Fáil por 33 anos e ele, juntamente com os membros fundadores mais antigos, começou a assumir um papel menos proeminente em relação aos ministros mais novos, como Jack Lynch, Charles Haughey e Neil Blaney . De Valera serviu como presidente da Irlanda de 1959 a 1973, dois mandatos completos.
As crenças políticas de De Valera evoluíram do republicanismo irlandês militante para um forte conservadorismo social, cultural e fiscal. Ele foi caracterizado como tendo um comportamento severo e inflexível, e também tortuoso. Seus papéis na Guerra Civil também foram interpretados como fazendo dele uma figura divisória na história irlandesa. O biógrafo Tim Pat Coogan vê seu tempo no poder como sendo caracterizado pela estagnação econômica e cultural, enquanto Diarmaid Ferriter argumenta que o estereótipo de de Valera como uma figura austera, fria e até mesmo atrasada foi amplamente fabricado na década de 1960 e é equivocado.

## Biografia
Éamon de Valera nasceu em 14 de outubro de 1882 em Lenox Hill, Nova York. filho de Catherine Coll, que era originalmente de Bruree, Condado de Limerick, e Juan Vivion de Valera, descrito na certidão de nascimento como um artista espanhol nascido em 1853. Alguns pesquisadores colocaram o local de nascimento de seu pai em Cuba, enquanto outros sugeriram outros locais; de acordo com Antonio Rivero Taravillo, ele nasceu em Sevilha, enquanto Ronan Fanning o fez nascer no País Basco.
Ele nasceu no Nursery and Child's Hospital, Lexington Avenue, um lar para órfãos desamparados e crianças abandonadas. Seus pais teriam se casado em 18 de setembro de 1881 na Igreja de St Patrick em Jersey City, Nova Jersey, mas os arquivistas não localizaram nenhuma certidão de casamento ou qualquer informação de nascimento, batismo ou óbito de alguém chamado Juan Vivion de Valera (nem de "de Valeros", uma grafia alternativa). Na certidão de nascimento original de Valera, seu nome é dado como George de Valero e seu pai é listado como Vivion de Valero. Embora ele fosse conhecido como Edward de Valera antes de 1901, uma certidão de nascimento alterada foi emitida, quando Valera era adulto, na qual seu primeiro nome foi atualizado para Edward e o sobrenome de seu pai dado como "de Valera". Quando criança, ele era conhecido como "Eddie" ou "Eddy". Um artigo, publicado em 2024 no Journal of the Westmeath Archaeological and History Society, sugeriu que o registro de batismo e a certidão de nascimento de De Valera foram falsificados por nacionalistas irlandeses na cidade de Nova York em 1916 como parte de um esforço para poupá-lo da execução.
De acordo com Coll, Juan Vivion morreu em 1885 deixando Coll e seu filho em circunstâncias precárias. Éamon foi levado para a Irlanda por seu tio Ned aos dois anos de idade. Quando sua mãe se casou novamente em meados da década de 1880, ele não foi trazido de volta para morar com ela, mas foi criado por sua avó, Elizabeth Coll, seu filho Patrick e sua filha Hannie, em Bruree, Condado de Limerick. Ele foi educado localmente na Bruree National School, Condado de Limerick, e na C.B.S. Charleville, Condado de Cork. Aos dezesseis anos, ele ganhou uma bolsa de estudos. Ele não teve sucesso em se matricular em duas faculdades em Limerick, mas foi aceito no Blackrock College, Dublin, por instigação de seu cura local.:19–20 Desde então, o Blackrock College deu o seu nome a uma das suas seis casas estudantis.
Ele jogou rúgbi no Blackrock and Rockwell College, depois no Munster por volta de 1905. Ele permaneceu um devoto do rúgbi por toda a vida, participando de partidas internacionais mesmo no final de sua vida, quando estava quase cego. 
No final de seu primeiro ano no Blackrock College, ele foi o aluno do ano. Ele também ganhou outras bolsas de estudo e exposições e, em 1903, foi nomeado professor de matemática no Rockwell College, no Condado de Tipperary. Foi aqui que de Valera recebeu pela primeira vez o apelido de "Dev" de um colega professor, Tom O'Donnell.:73 Em 1904, ele se formou em matemática pela Royal University of Ireland. Ele então estudou por um ano no Trinity College Dublin, mas, devido à necessidade de ganhar a vida, não prosseguiu e voltou a lecionar, desta vez no Belvedere College.:87–90 Em 1906, ele garantiu um cargo como professor de matemática no Carysfort Teachers' Training College para mulheres em Blackrock, Dublin. Seus pedidos de cátedra em faculdades da Universidade Nacional da Irlanda não tiveram sucesso, mas ele obteve uma vaga de meio período no St Patrick's College, Maynooth e também lecionou matemática em várias escolas de Dublin, incluindo o Castleknock College (1910–1911; sob o nome de Edward de Valera) e o Belvedere College.
Seu interesse em matemática e ciências continuou mais tarde na vida, e ele esteve envolvido na fundação do Instituto de Estudos Avançados de Dublin em 1940, para o qual convidou cientistas como Erwin Schrödinger. Ele também supostamente fez matemática, enquanto estava preso e aguardava possível execução, em 1916.
Houve ocasiões em que de Valera contemplou seriamente a vida religiosa como seu meio-irmão, o padre Thomas Wheelwright, mas no final das contas ele não seguiu essa vocação. Ainda em 1906, quando tinha 24 anos, ele abordou o presidente do Seminário Clonliffe em Dublin para obter conselhos sobre sua vocação.  De Valera foi retratado ao longo de sua vida como um homem profundamente religioso e, na morte, pediu para ser enterrado com um hábito religioso. Seu biógrafo, Tim Pat Coogan, especulou que as questões em torno da legitimidade de de Valera podem ter sido um fator decisivo para ele não entrar na vida religiosa. Ser ilegítimo normalmente teria sido um impedimento para receber ordens sacerdotais como padre secular, mas não para se tornar padre ou religioso em algumas ordens religiosas.
Quando jovem Gaeilgeoir (falante de irlandês), de Valera tornou-se um ativista da língua irlandesa. Em 1908, ingressou no Árdchraobh de Conradh na Gaeilge (Liga Gaélica), onde conheceu Sinéad Flanagan, professora de profissão e quatro anos mais velha. Eles se casaram em 8 de janeiro de 1910 na Igreja de São Paulo, Arran Quay, Dublin.
O casal teve cinco filhos: Vivion (1910–1982), Éamon (1913–1986), Brian (1915–1936), Rúaidhrí (1916–1978) e Terence (Terry; 1922–2007); e duas filhas: Máirín (1912–1984) e Emer (1918–2012). Brian de Valera faleceu antes de seus pais.

### Atividade política inicial

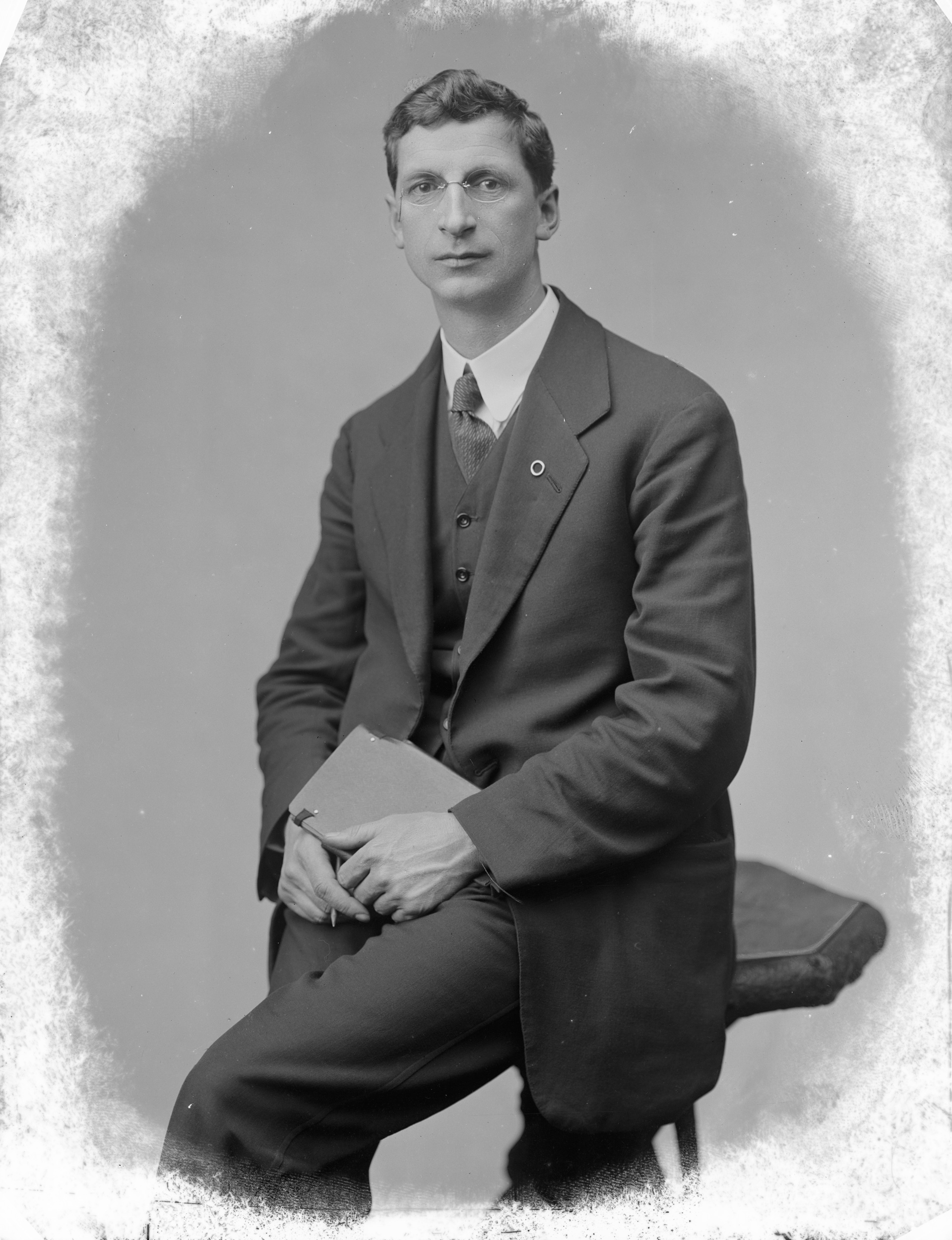
De Valera em março de 1918

Embora já estivesse envolvido no renascimento gaélico, o envolvimento de de Valera na revolução política começou em 25 de novembro de 1913, quando se juntou aos Voluntários Irlandeses. A organização foi formada para se opor aos Voluntários do Ulster e garantir a promulgação do Terceiro Ato de Autonomia do Partido Parlamentar Irlandês, vencido por seu líder John Redmond. Após a eclosão da Primeira Guerra Mundial em agosto de 1914, de Valera subiu na hierarquia e não demorou muito para ser eleito capitão do ramo de Donnybrook. Os preparativos foram acelerados para uma revolta armada, e ele foi nomeado comandante do Terceiro Batalhão e ajudante da Brigada de Dublin. Ele participou do contrabando de armas de Howth. Ele foi empossado por Thomas MacDonagh na Irmandade Republicana Irlandesa, que controlava secretamente o executivo central dos Voluntários. Ele se opôs a sociedades secretas, mas esta era a única maneira de ter informações completas sobre os planos para a Revolta.:32

## Anos revolucionários

### Revolta da Páscoa de 1916

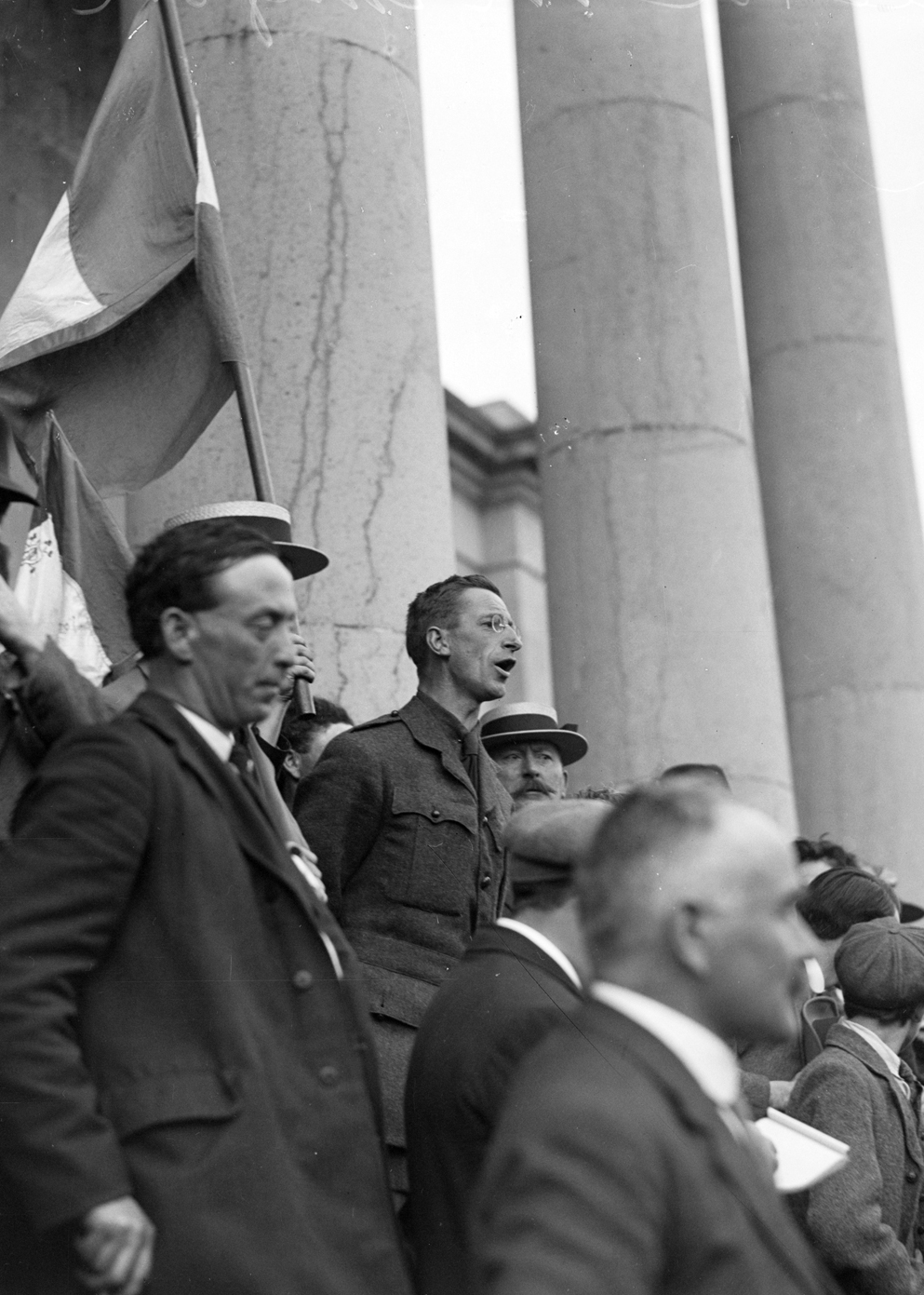
De Valera discursando para uma multidão nos degraus do tribunal de Ennis, Condado de Clare, em julho de 1917

Em 24 de abril de 1916, teve início a Revolta da Páscoa. As forças comandadas por de Valera ocuparam o Moinho de Boland  na Rua Grand Canal, em Dublin. Sua principal tarefa era proteger os acessos a sudeste da cidade. Após uma semana de combates, Pádraig Pearse ordenou a rendição. De Valera foi levado à corte marcial, condenado e sentenciado à morte, mas a sentença foi imediatamente comutada para prisão perpétua.
De Valera estava entre os poucos líderes republicanos que os britânicos não executaram. Argumentou-se que sua vida foi salva por quatro fatos. Primeiro, ele foi um dos últimos a se render e foi mantido em uma prisão diferente dos outros líderes, portanto sua execução foi adiada por questões práticas. Segundo, o Consulado dos EUA em Dublin fez representações antes de seu julgamento (ou seja, ele era realmente um cidadão dos Estados Unidos e, em caso afirmativo, como os Estados Unidos reagiriam à execução de um de seus cidadãos?) enquanto a situação legal completa era esclarecida. O Reino Unido estava tentando trazer os EUA para a guerra na Europa na época, e o voto irlandês-americano era importante na política dos EUA.  Terceiro, quando o tenente-general Sir John Maxwell revisou seu caso, ele disse: "Quem é ele? Nunca ouvi falar dele antes. Eu me pergunto se ele provavelmente causará problemas no futuro?" Ao ser informado de que de Valera não era importante, ele comutou a sentença de morte da corte marcial para prisão perpétua. :93 De Valera não tinha família feniana nem antecedentes pessoais e seu arquivo do MI5 em 1916 era muito limitado, detalhando apenas sua filiação aberta aos Voluntários Irlandeses.:92 Em quarto lugar, quando de Valera foi levado à corte marcial em 8 de maio, a pressão política estava sendo exercida sobre Maxwell para interromper as execuções; Maxwell já havia dito ao primeiro-ministro britânico H.H. Asquith que apenas mais dois seriam executados, Seán Mac Diarmada e James Connolly, embora eles tenham sido levados à corte marcial no dia seguinte a de Valera. Seu julgamento tardio, as representações feitas pelo Consulado Americano, sua falta de origem feniana e a pressão política se combinaram para salvar sua vida, embora se ele tivesse sido julgado uma semana antes, provavelmente teria sido baleado.:91–94

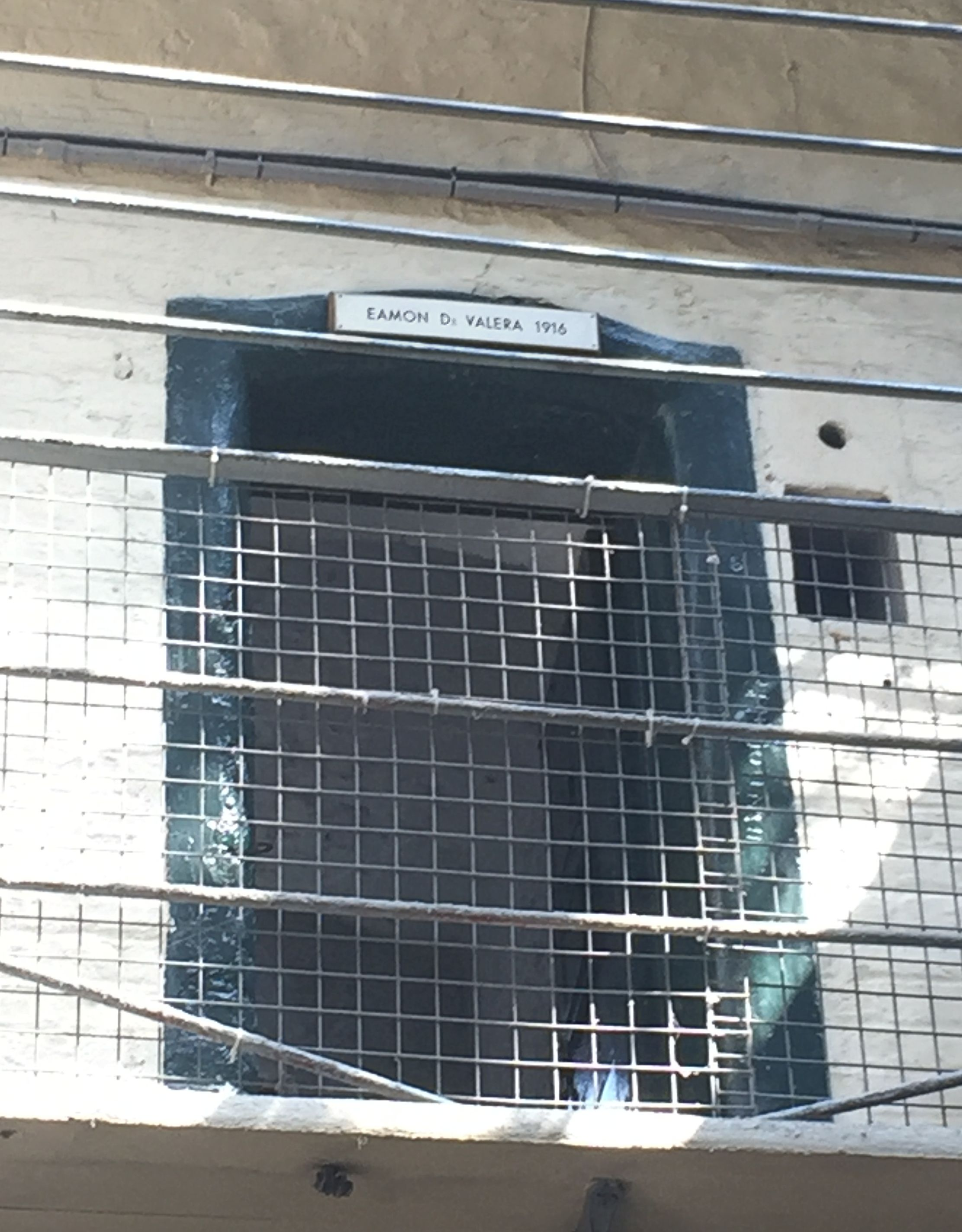
A cela da prisão de Kilmainham de Éamon de Valera

Apoiadores e detratores de De Valera discutem sobre sua bravura durante a Revolta da Páscoa. Seus apoiadores afirmam que ele demonstrou habilidades de liderança e capacidade de planejamento meticuloso. Seus detratores afirmam que ele sofreu um colapso nervoso durante a Revolta. De acordo com relatos de 1916, de Valera foi visto correndo, dando ordens conflitantes, recusando-se a dormir e, em uma ocasião, tendo esquecido a senha, quase foi baleado no escuro por seus próprios homens. Segundo um relato, de Valera, ao ser forçado a dormir por um subordinado que prometeu sentar-se ao seu lado e acordá-lo se necessário, acordou de repente, com os olhos "selvagens", gritando: "Incendiem a ferrovia! Incendiem a ferrovia!". Mais tarde, no campo de internamento de Ballykinlar, um partidário de De Valera abordou outro interno, um médico, contou a história e pediu uma opinião médica sobre a condição de De Valera. Ele também ameaçou processar o médico, futuro deputado e ministro do Fine Gael, Dr. Tom O'Higgins, se ele repetisse a história. Os britânicos, no entanto, consideravam as forças de De Valera as mais bem treinadas e lideradas entre os rebeldes.  O último biógrafo de De Valera, Anthony J. Jordan, escreve sobre essa controvérsia: "O que quer que tenha acontecido em Boland's Mills, ou em qualquer outra guarnição, não nega ou enfraquece de forma alguma o extraordinário heroísmo de "Dev" e seus camaradas".:37
Após a prisão nas prisões de Dartmoor, Maidstone e Lewes, de Valera e seus companheiros foram libertados sob anistia em junho de 1917. Em 10 de julho de 1917, ele foi eleito Membro do Parlamento (MP) por East Clare (o distrito eleitoral que representou até 1959) em uma eleição suplementar causada pela morte do titular anterior Willie Redmond, irmão do líder do Partido Irlandês John Redmond, que morreu lutando na Primeira Guerra Mundial. Na eleição geral de 1918, ele foi eleito para aquela cadeira e para Mayo East. Como um abstencionista, de Valera não teria ido para Westminster, mas não foi capaz de fazê-lo de qualquer maneira porque no início de 1918 ele foi preso novamente. 
Como a maioria dos outros líderes da rebelião irlandesa estavam mortos, em 1917 de Valera foi eleito presidente do Sinn Féin,  o partido que foi incorretamente responsabilizado por provocar a Revolta da Páscoa. Este partido tornou-se o veículo político através do qual os sobreviventes da Revolta da Páscoa canalizaram o seu ethos e objectivos republicanos. O anterior presidente do Sinn Féin, Arthur Griffith, tinha defendido uma monarquia dupla anglo-irlandesa baseada no modelo austro-húngaro, com legislaturas independentes para a Irlanda e para a Grã-Bretanha.

### Presidente do Dáil Éireann
O Sinn Féin ganhou uma grande maioria nas eleições gerais de 1918, em grande parte graças às execuções britânicas dos líderes de 1916, à ameaça de recrutamento com a crise do recrutamento de 1918 e à votação inicial. Eles conquistaram 73 dos 105 assentos irlandeses, com cerca de 47% dos votos expressos. 25 assentos não foram contestados. Em 21 de janeiro de 1919, 27 deputados do Sinn Féin (os restantes foram presos ou debilitados), autodenominados Teachtaí Dála (TDs), reuniram-se na Mansion House em Dublin e formaram um parlamento irlandês, conhecido como Dáil Éireann (traduzível como Assembleia da Irlanda). O Ministério do Dáil Éireann foi formado, sob a liderança do Príomh Aire (também chamado de Presidente do Dáil Éireann) Cathal Brugha. De Valera foi detido novamente em maio de 1918 e encarcerado e, portanto, não pôde comparecer à sessão de janeiro do Dáil. Ele escapou de Lincoln Gaol, Inglaterra, em fevereiro de 1919. Como resultado, ele substituiu Brugha como Príomh Aire na sessão de abril do Dáil Éireann.

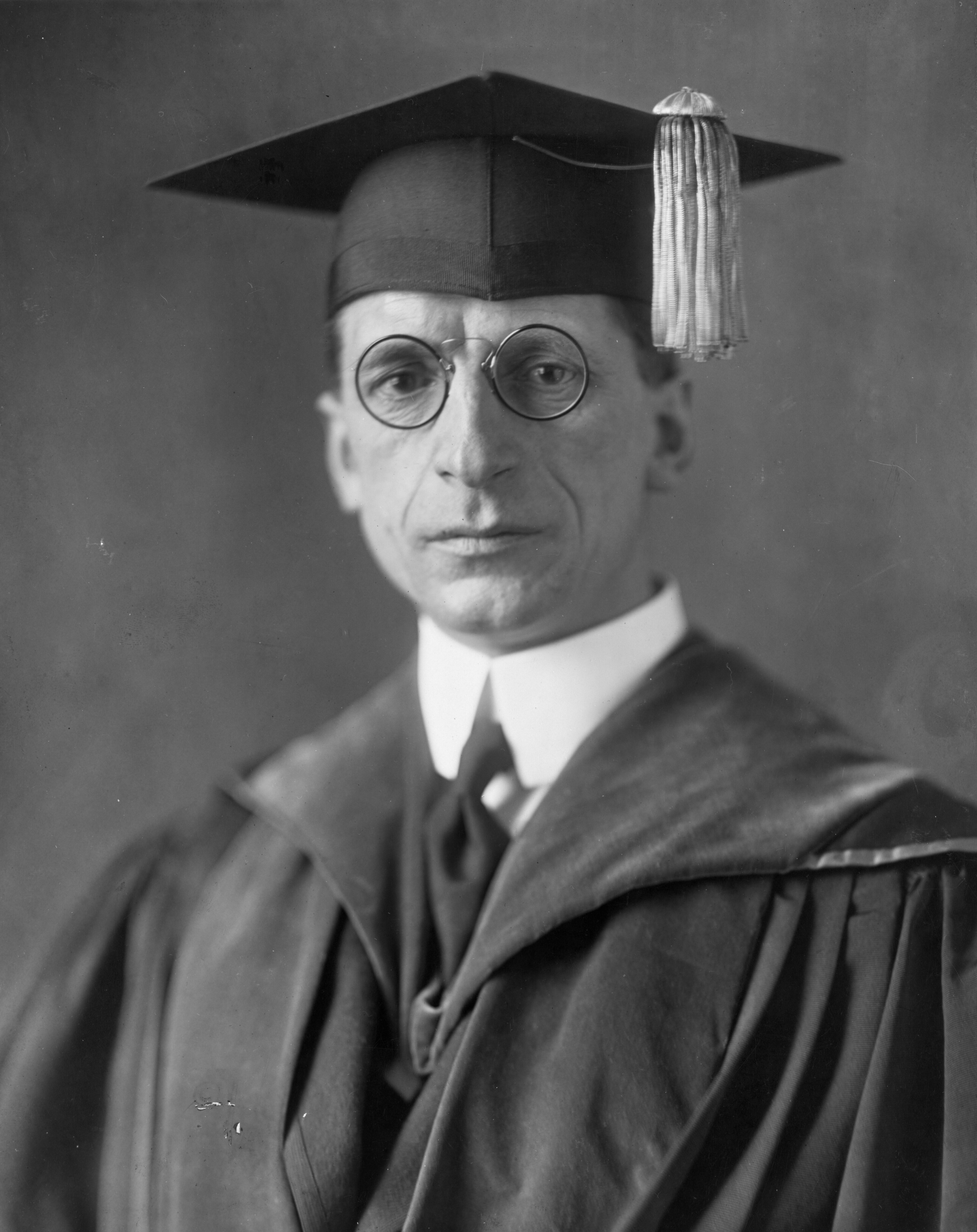
De Valera em traje acadêmico para receber o título honorário do College of the Holy Cross em Massachusetts

Na esperança de garantir reconhecimento internacional, Seán T. O'Kelly foi enviado como enviado a Paris para apresentar o caso irlandês à Conferência de Paz convocada pelas grandes potências no final da Primeira Guerra Mundial. Quando ficou claro em maio de 1919 que esta missão não poderia ter sucesso, de Valera decidiu visitar os Estados Unidos. A missão tinha três objetivos: pedir o reconhecimento oficial da República da Irlanda, lançar um empréstimo para financiar o trabalho do Governo (e por extensão, o Exército Republicano Irlandês) e garantir o apoio do povo americano para a república. Sua visita durou de junho de 1919 a dezembro de 1920 e teve sucesso misto, incluindo uma visita ao Fenway Park em Boston na frente de 50.000 apoiadores. Um resultado negativo foi a divisão das organizações irlandesas-americanas em facções pró e anti-de Valera.:63–70 Ele conheceu o jovem líder formado em Harvard, de Porto Rico, Pedro Albizu Campos, e forjou uma aliança duradoura e útil com ele. Foi durante esta viagem aos Estados Unidos que ele recrutou sua secretária pessoal de longa data, Kathleen O'Connell, uma emigrante irlandesa que retornaria à Irlanda com ele. Em outubro de 1919, ele visitou o campus da Universidade de Notre Dame em Indiana, onde plantou uma árvore e também depositou uma coroa de flores na estátua de William Corby. Ele visitou os arquivos da universidade e falou no Washington Hall sobre a causa da Irlanda na frente de mil e duzentos alunos.

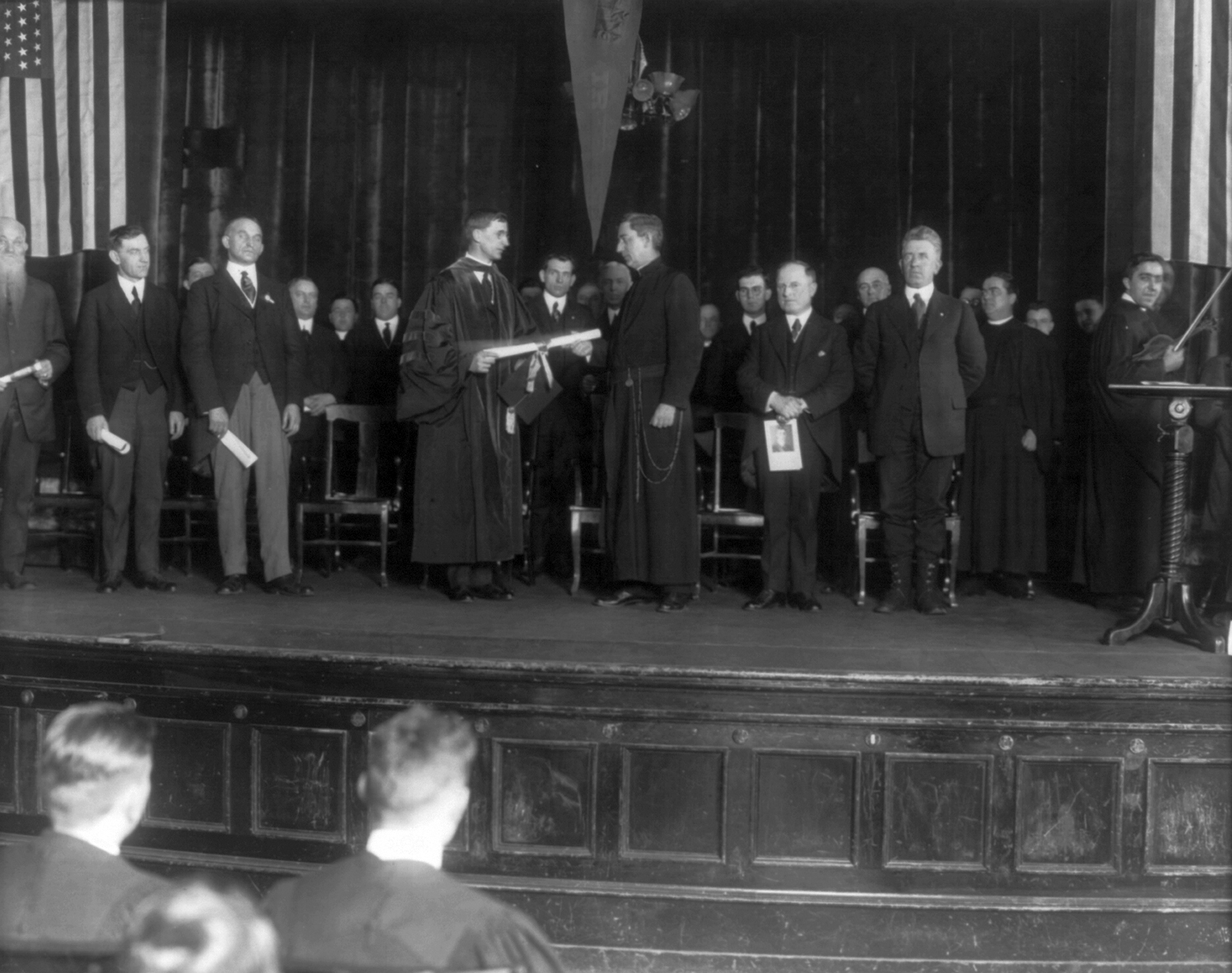
De Valera no College of the Holy Cross em 1920

De Valera conseguiu arrecadar US$ 5.500.000 de apoiadores americanos, uma quantia que superou em muito as esperanças do Dáil. Desse total, US$ 500.000 foram destinados à campanha presidencial americana em 1920, ajudando-o a obter maior apoio público. Em 1921, dizia-se que US$ 1.466.000 já haviam sido gastos, e não está claro quando o saldo líquido chegou à Irlanda. O reconhecimento não foi imediato na esfera internacional. Ele também teve dificuldades com vários líderes irlandeses-americanos, como John Devoy e o juiz Daniel F. Cohalan, que se ressentiam da posição dominante que ele estabeleceu, preferindo manter o controle sobre os assuntos irlandeses nos Estados Unidos.
Embora o reconhecimento americano da República fosse sua prioridade, em fevereiro de 1921, De Valera redirecionou Patrick McCartan de Washington para Moscou. McCartan foi informado por Maxim Litvinov que a oportunidade de reconhecimento e assistência havia passado. A prioridade soviética era um acordo comercial com a Grã-Bretanha (assinado em março). Em junho, o governo britânico (com vistas à opinião pública nacional e americana) publicou o tratado proposto entre o governo Dáil e os soviéticos, e a correspondência relacionada.
Enquanto isso, na Irlanda, o conflito entre as autoridades britânicas e o Dáil (que os britânicos declararam ilegal em setembro de 1919), escalou para a Guerra da Independência da Irlanda. De Valera deixou o governo diário, durante sua ausência de dezoito meses nos Estados Unidos, para Michael Collins, seu Ministro das Finanças de 29 anos. De Valera e Collins mais tarde se tornariam oponentes durante a Guerra Civil Irlandesa.

### Presidente da República
Em janeiro de 1921, em sua primeira aparição no Dáil, após seu retorno a um país dominado pela Guerra da Independência, de Valera apresentou uma moção convocando o IRA a desistir de emboscadas e outras táticas que estavam permitindo aos britânicos retratá-lo com sucesso como um grupo terrorista, e enfrentar as forças britânicas com métodos militares convencionais. Eles se opuseram fortemente a isso, e de Valera cedeu, emitindo uma declaração expressando apoio ao IRA e alegando que estava totalmente sob o controle do Dáil. Ele então, junto com Cathal Brugha e Austin Stack, pressionou Michael Collins a empreender uma viagem aos Estados Unidos, sob o pretexto de que somente ele poderia continuar de onde de Valera havia parado. Collins resistiu com sucesso a essa mudança e permaneceu na Irlanda. Nas eleições de maio de 1921, todos os candidatos da Irlanda do Sul foram eleitos sem oposição, os nacionalistas e o Sinn Féin garantiram 12 assentos na Irlanda do Norte, incluindo líderes como de Valera, Michael Collins, Eoin MacNeill e Arthur Griffith.
Após a Trégua de julho de 1921, que pôs fim à guerra, de Valera foi ver o Primeiro-Ministro David Lloyd George em Londres, em 14 de julho. Nenhum acordo foi alcançado, e, a essa altura, o Parlamento da Irlanda do Norte já havia se reunido. Ficou claro que nem uma república nem a independência para todos os 32 condados seriam oferecidas; Lloyd George disse a de Valera que ele poderia "colocar um soldado na Irlanda para cada homem, mulher e criança nela" se o IRA não concordasse imediatamente em parar de lutar. Em agosto de 1921, de Valera garantiu a aprovação do Dáil Éireann para alterar a Constituição Dáil de 1919 para elevar seu cargo de primeiro-ministro ou presidente do gabinete a Presidente da República. Declarando-se agora o equivalente irlandês do Rei Jorge V, ele argumentou que, como chefe de estado irlandês, na ausência do chefe de estado britânico das negociações, ele também não deveria comparecer à conferência de paz chamada Negociações do Tratado (outubro-dezembro de 1921), na qual os líderes do governo britânico e irlandês concordaram com a independência efetiva de vinte e seis dos trinta e dois condados da Irlanda como o Estado Livre Irlandês, com a Irlanda do Norte escolhendo permanecer sob a soberania britânica. É geralmente aceito pelos historiadores que, quaisquer que sejam seus motivos, foi um erro de Valera não ter viajado para Londres.:91
Após essas mudanças, a Comissão de Fronteiras Irlandesa reuniu-se em 1922-1925 para redesenhar a fronteira irlandesa. Os nacionalistas esperavam que seu relatório recomendasse que áreas predominantemente nacionalistas da Irlanda do Norte (South Armagh, South Down, Derry City e os condados de Tyrone e Fermanagh) se tornassem parte do Estado Livre, e muitos esperavam que isso tornasse a Irlanda do Norte tão pequena que se tornaria economicamente inviável. Um Conselho da Irlanda também foi previsto no Tratado como modelo para um eventual parlamento totalmente irlandês. Portanto, nem os lados pró nem os anti-Tratado apresentaram muitas queixas sobre a partilha nos Debates do Tratado.

### Tratado Anglo-Irlandês
Os delegados da República nas Negociações do Tratado foram credenciados por de Valera e seu gabinete como plenipotenciários (ou seja, negociadores com autoridade legal para assinar um tratado sem referência ao gabinete), mas receberam instruções secretas do gabinete de de Valera que exigiam que retornassem a Dublin antes de assinar o Tratado. O Tratado provou ser controverso na Irlanda na medida em que substituiu a República por um domínio da Comunidade Britânica com o Rei representado por um Governador-Geral do Estado Livre Irlandês. Os delegados irlandeses Arthur Griffith, Robert Barton e Michael Collins, apoiados por Erskine Childers como Secretário-Geral, estabeleceram a sede de sua delegação em 22 Hans Place, em Knightsbridge. Às 11h15 do dia 5 de dezembro de 1921, foi tomada a decisão de recomendar o Tratado ao Dáil Éireann. O Tratado foi finalmente assinado pelos delegados após novas negociações que terminaram às 02h15 de 6 de dezembro de 1921.
De Valera se opôs ao acordo. Seus oponentes alegaram que ele se recusara a participar das negociações porque sabia qual seria o resultado e não queria ser responsabilizado. De Valera alegou que não comparecera às negociações do tratado porque teria mais condições de controlar os extremistas em casa e que sua ausência permitiria que os plenipotenciários o consultassem e não fossem pressionados a firmar quaisquer acordos. Devido às instruções secretas dadas aos plenipotenciários, ele reagiu à notícia da assinatura do Tratado não com raiva de seu conteúdo (que se recusou até mesmo a ler quando lhe ofereceram uma reportagem de jornal sobre seu conteúdo), mas com raiva pelo fato de não o terem consultado, seu presidente, antes da assinatura. Seus rascunhos ideais, apresentados a uma sessão secreta do Dáil durante os Debates do Tratado e divulgados em janeiro de 1922, eram compromissos engenhosos.  mas incluíam o status de domínio, os Portos do Tratado, o fato da partição sujeita a veto pelo parlamento em Belfast e algum status contínuo para o Rei como chefe da Comunidade. A parte da Irlanda na dívida imperial e o pagamento de pensões de guerra deveriam ser pagos.
Depois que o Tratado foi ratificado por 64 a 57, de Valera e uma grande minoria de TDs do Sinn Féin deixaram Dáil Éireann. Ele então renunciou e Arthur Griffith foi eleito presidente do Dáil Éireann em seu lugar, embora ainda o chamasse respeitosamente de "O Presidente". Em uma turnê de palestras pela província mais republicana de Munster, começando em 17 de março de 1922, de Valera fez discursos controversos em Carrick on Suir, Lismore, Dungarvan e Waterford, dizendo que: "Se o Tratado fosse aceito, [pelo eleitorado] a luta pela liberdade ainda continuaria, e o povo irlandês, em vez de lutar contra soldados estrangeiros, terá que lutar contra os soldados irlandeses de um governo irlandês estabelecido por irlandeses. " Em Thurles, vários dias depois, ele repetiu essa imagem e acrescentou que o IRA: " ...teria que passar por cima do sangue dos soldados do governo irlandês, e talvez por cima do de alguns membros do governo irlandês para obter sua liberdade " Em uma carta ao Irish Independent em 23 de março, de Valera aceitou a precisão do relato de seu comentário sobre "passar" por cima do sangue, mas lamentou que o jornal o tivesse publicado.
De Valera se opôs ao juramento de fidelidade ao rei que o tratado exigia que os parlamentares irlandeses prestassem. Ele também estava preocupado com o fato de a Irlanda não poder ter uma política externa independente como parte da Comunidade Britânica, já que os britânicos mantinham vários portos navais (ver Portos do Tratado) ao redor da costa da Irlanda. Como um compromisso, de Valera propôs uma "associação externa" com o Império Britânico, o que deixaria a política externa da Irlanda em suas próprias mãos e uma constituição republicana sem menção ao monarca britânico (ele propôs isso já em abril, bem antes do início das negociações, sob o título "Documento nº 2"). Michael Collins estava preparado para aceitar essa fórmula e as duas alas (pró e anti-Tratado) do Sinn Féin formaram um pacto para lutar juntas nas eleições gerais irlandesas de 1922 e formar um governo de coalizão posteriormente. Collins posteriormente cancelou o pacto na véspera da eleição. Os oponentes de De Valera venceram a eleição e a guerra civil eclodiu logo depois, no final de junho de 1922.

### Guerra Civil
As relações entre o novo governo irlandês, que era apoiado pela maioria do Dáil e do eleitorado, e os anti-tratados, sob a liderança nominal de de Valera, agora decaíram para a Guerra Civil Irlandesa (junho de 1922 a maio de 1923), na qual as forças pró-tratado do Estado Livre derrotaram o IRA anti-tratado. Ambos os lados queriam evitar a guerra civil, mas a luta eclodiu sobre a tomada das Quatro Cortes em Dublin por membros anti-tratado do IRA. Esses homens não eram leais a de Valera e inicialmente nem sequer foram apoiados pelo executivo do IRA anti-tratado. No entanto, Michael Collins foi forçado a agir contra eles quando Winston Churchill ameaçou reocupar o país com tropas britânicas, a menos que uma ação fosse tomada. Quando a luta eclodiu em Dublin entre a guarnição das Quatro Cortes e o novo Exército do Estado Livre, os republicanos apoiaram os homens do IRA nas Quatro Cortes, e a guerra civil eclodiu. De Valera, embora não ocupasse nenhum cargo militar, apoiou o IRA, ou irregulares, anti-tratado, e disse que estava se realistando no IRA como voluntário comum. Em 8 de setembro de 1922, encontrou-se secretamente com Richard Mulcahy em Dublin para tentar interromper os combates. No entanto, segundo de Valera, eles "não conseguiram encontrar uma base" para um acordo.
Embora nominalmente chefe dos antitratados, de Valera tinha pouca influência. Ele não parece ter se envolvido em nenhuma luta e teve pouca ou nenhuma influência sobre a liderança militar revolucionária, chefiada pelo Chefe do Estado-Maior do IRA, Liam Lynch. De Valera e os TDs antitratados formaram um "governo republicano" em 25 de outubro de 1922 a partir de TDs antitratados para "ser temporariamente o Executivo Supremo da República e do Estado, até que o Parlamento eleito da República possa se reunir livremente, ou o povo, estando livre de agressões externas, tenha a liberdade de decidir livremente como deve ser governado e quais serão suas relações políticas com outros países". No entanto, não tinha autoridade real e era uma pálida sombra do governo Dáil de 1919-1921.
Em março de 1923, de Valera compareceu à reunião do Executivo do Exército do IRA para decidir sobre o futuro da guerra. Ele era conhecido por ser a favor de uma trégua, mas não tinha direito a voto e a decisão foi por pouco favorável à continuação das hostilidades.:131 O líder do Estado Livre, W. T. Cosgrave, insistiu que não poderia haver aceitação de uma rendição sem desarmamento.
Em 30 de abril de 1923, o novo Chefe do Estado-Maior do IRA, Frank Aiken (Lynch havia sido morto), decretou um cessar-fogo. Em 24 de maio, foi emitida uma ordem para que os voluntários "despejassem armas". De Valera, que há algum tempo desejava o fim dos combates internos, apoiou a ordem de cessar-fogo com uma mensagem na qual chamou os combatentes antitratado de "Legião da Retaguarda", afirmando que "A República não pode mais ser defendida com sucesso por suas armas. Novos sacrifícios de sua parte seriam em vão, e a continuação da luta armada seria imprudente para o interesse nacional e prejudicial ao futuro de nossa causa. A vitória militar deve ser deixada, por enquanto, para aqueles que destruíram a república. Outros meios devem ser buscados para salvaguardar os direitos da nação."
Depois deste ponto, muitos dos republicanos foram presos em batidas no Estado Livre quando saíram do esconderijo e voltaram para casa. De Valera permaneceu escondido por vários meses após o cessar-fogo ser declarado; no entanto, ele emergiu em agosto para se candidatar às eleições no Condado de Clare. Referindo-se ao eleitorado de Clare, ele disse: "Se o povo de Clare me eleger como seu candidato novamente, estarei com eles e nada além de uma bala me deterá". Fazendo uma aparição de campanha em Ennis em 15 de agosto, de Valera foi preso na plataforma e internado na prisão de Kilmainham. Ele foi transferido para o quartel de Arbour Hill brevemente antes de sua libertação em 16 de julho de 1924.

## Fundação do Fianna Fáil

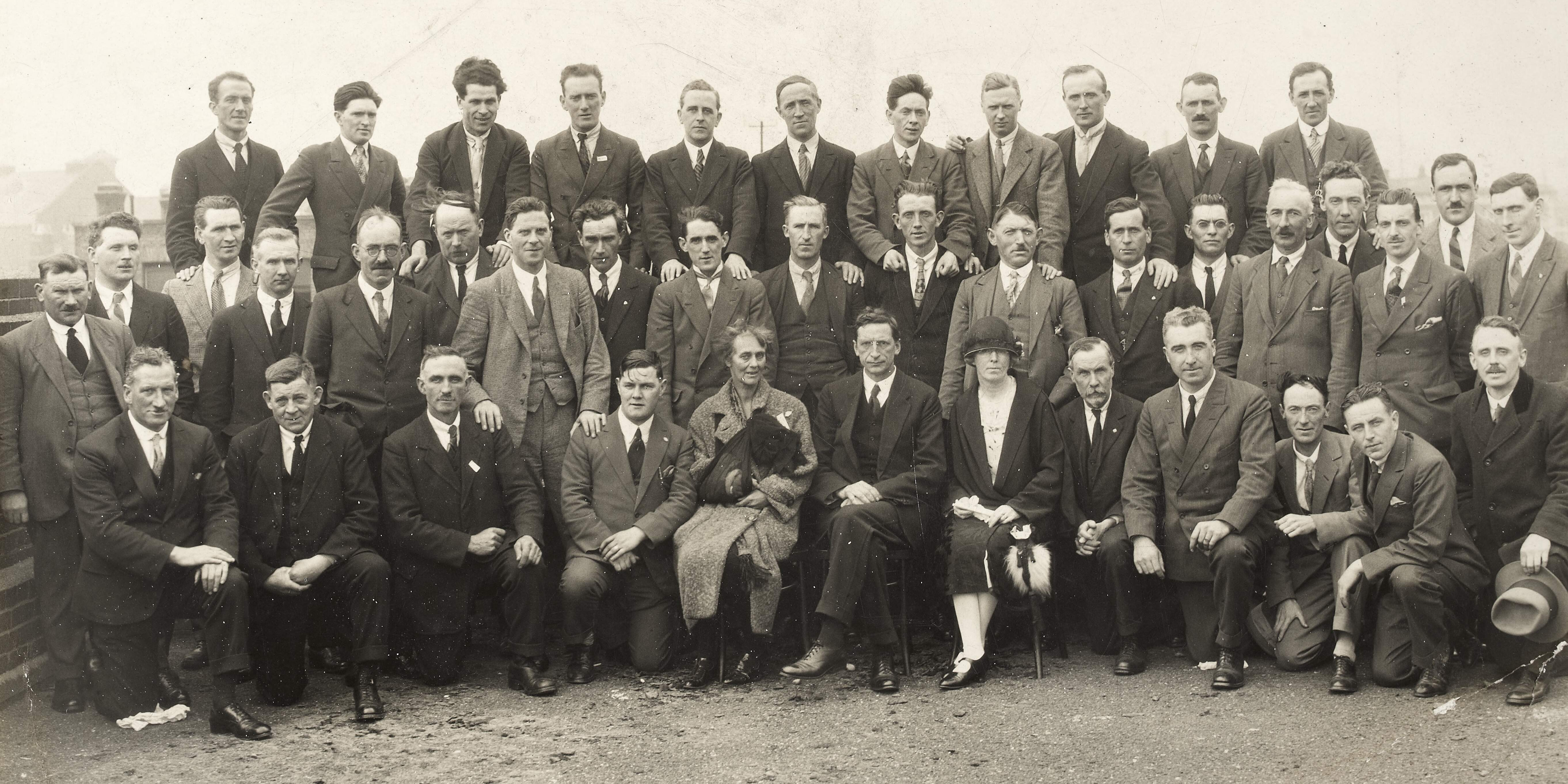
De Valera cercado pelos membros fundadores do Fianna Fáil em 1927, incluindo Constance Markiewicz, P. J. Ruttledge, Frank Aiken, Seán Lemass e muitos outros.

Depois que o IRA abandonou suas armas em vez de entregá-las ou continuar uma guerra agora infrutífera, de Valera retornou aos métodos políticos. Em 1924, ele foi preso em Newry por "entrar ilegalmente na Irlanda do Norte" e mais tarde preso em Derry. Quando em julgamento em Belfast em 1 de novembro de 1924, ele se recusou a reconhecer o tribunal dizendo que era: "uma criatura de uma potência estrangeira e, portanto, não tinha a sanção do povo irlandês". Ele foi mantido em confinamento solitário por um mês na Crumlin Road Gaol, em Belfast.
Durante esse período, de Valera passou a acreditar que o abstencionismo não era uma tática viável a longo prazo. Ele passou a acreditar que um caminho melhor seria tentar conquistar o poder e transformar o Estado Livre de uma monarquia constitucional em uma república. Tentou convencer o Sinn Féin a aceitar essa nova linha. No entanto, uma votação para aceitar a Constituição do Estado Livre (condicionada à abolição do Juramento de Fidelidade) fracassou por pouco. Logo depois, de Valera renunciou ao Sinn Féin e considerou seriamente deixar a política.
No entanto, um dos seus colegas, Seán Lemass, convenceu de Valera a fundar um novo partido republicano. Em março de 1926, com Lemass, Constance Markievicz e outros, de Valera formou um novo partido, o Fianna Fáil (Guerreiros do Destino), um partido que dominaria a política irlandesa do século XX. Enquanto o Sinn Féin ainda se mantinha numa linha abstencionista, o Fianna Fáil dedicava-se a republicanizar o Estado Livre a partir de dentro, caso este ganhasse poder.
Tendo atraído a maioria das filiais do Sinn Féin devido à habilidade organizacional de Lemass, o novo partido obteve ganhos eleitorais rápidos na eleição geral de 9 de junho de 1927. No processo, conquistou grande parte do apoio anterior do Sinn Féin, ganhando 44 assentos contra cinco do Sinn Féin. Recusou-se a fazer o Juramento de Fidelidade (retratado pelos oponentes como um "Juramento de Fidelidade à Coroa", mas na verdade um Juramento de Fidelidade ao Estado Livre Irlandês com uma promessa secundária de fidelidade ao Rei em seu papel no acordo do Tratado).
O juramento foi em grande parte obra de Collins e baseado em três fontes: os juramentos britânicos nos domínios, o juramento da Irmandade Republicana Irlandesa e um rascunho de juramento preparado por de Valera em sua proposta de alternativa ao tratado, o "Documento nº 2". De Valera iniciou um processo judicial para contestar a exigência de que os membros de seu partido prestassem o juramento, mas o assassinato do vice-presidente do Conselho Executivo (vice-primeiro-ministro) Kevin O'Higgins em 10 de julho de 1927 levou o Conselho Executivo sob W.T. Cosgrave a apresentar um projeto de lei em 20 de julho exigindo que todos os candidatos do Dáil prometessem sob juramento que, se fossem eleitos, prestariam o juramento de fidelidade. Encurralados e diante da opção de ficar fora da política para sempre ou prestar o juramento e entrar, de Valera e seus TDs prestaram o juramento de fidelidade em 12 de agosto de 1927, embora o próprio de Valera tenha descrito o juramento como "uma fórmula política vazia".
De Valera nunca organizou o Fianna Fáil na Irlanda do Norte e só em 7 de Dezembro de 2007 é que o Fianna Fáil foi registado pela Comissão Eleitoral do Reino Unido.

## Presidente do Conselho Executivo

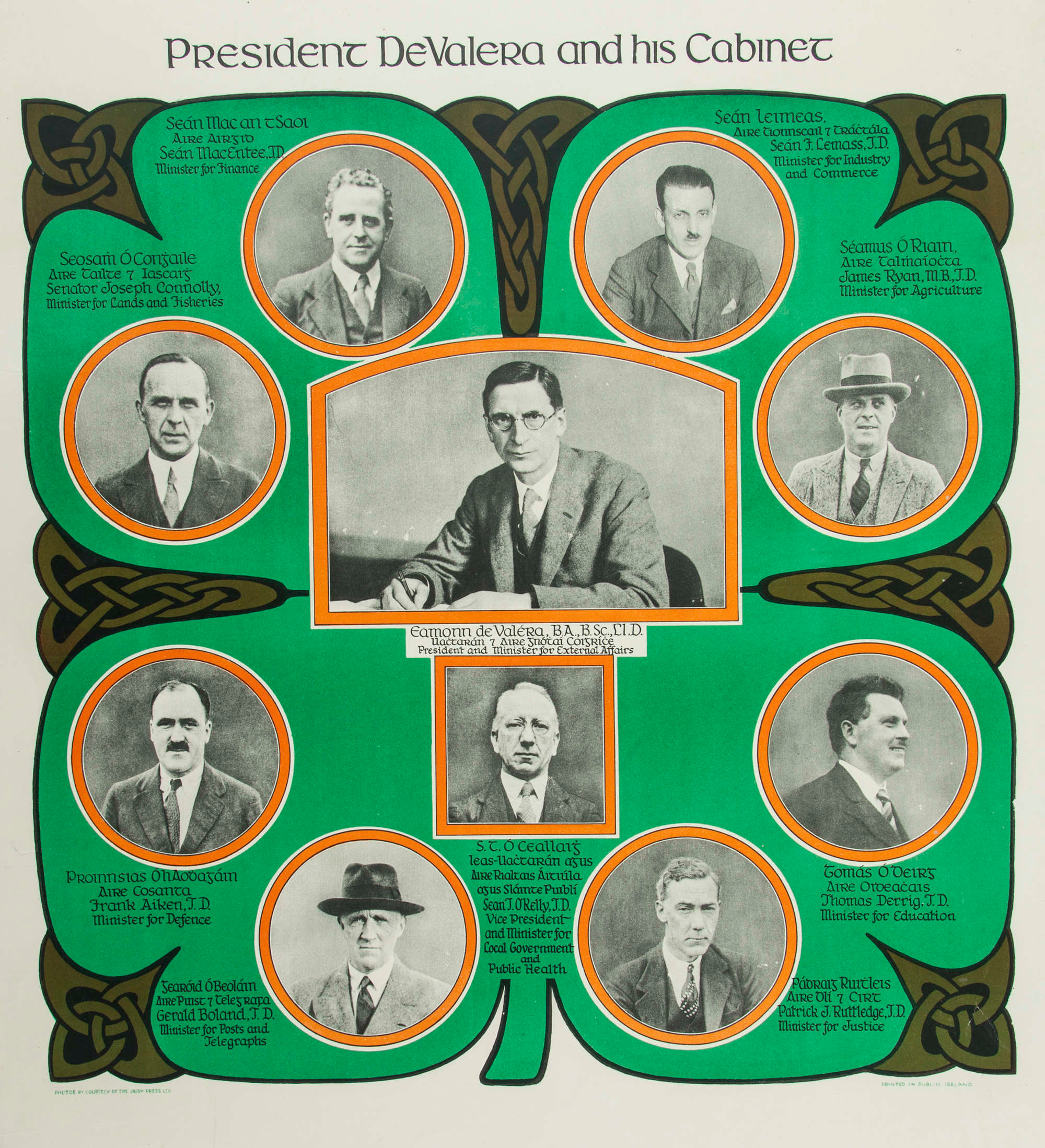
Cartaz do Fianna Fáil de 1932 exibindo o novo gabinete de De Valera, com figuras proeminentes como Lemass, Aiken e Boland

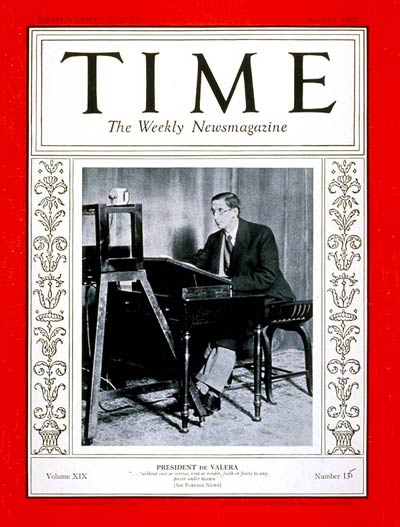
De Valera na capa da revista Time em 1932

Nas eleições gerais de 1932, o Fianna Fáil garantiu 72 assentos e se tornou o maior partido do Dáil, embora sem maioria. Alguns membros do Fianna Fáil chegaram à primeira sessão do novo Dáil portando armas, em meio a temores de que Cumann na nGaedheal não entregaria o poder voluntariamente. No entanto, a transição foi pacífica. De Valera foi eleito Presidente do Conselho Executivo (Primeiro-Ministro) pelo Dáil por uma votação de 81–68, com o apoio do Partido Trabalhista e de políticos independentes, e assumiu o cargo em 9 de março.
Ele imediatamente iniciou medidas para cumprir suas promessas eleitorais de abolir o juramento e reter as anuidades de terras devidas ao Reino Unido por empréstimos concedidos sob as Leis de Terras da Irlanda e acordados como parte do Tratado de 1921. Isso deu início à Guerra Comercial Anglo-Irlandesa, quando o Reino Unido, em retaliação, impôs sanções econômicas contra as exportações irlandesas. De Valera respondeu na mesma moeda com impostos sobre as importações britânicas. A "Guerra Econômica" que se seguiu durou até 1938.
Depois de De Valera ter instado o Rei George V a demitir McNeill como Governador-Geral, o Rei sugeriu um curso de ação alternativo: que McNeill, em vez disso, continuasse um pouco mais como vice-rei e só então renunciasse, o que ele fez em 1 de novembro de 1932. Posteriormente, um veterano de 1916, Domhnall Ua Buachalla, foi nomeado Governador-Geral. Para fortalecer sua posição contra a oposição no Dáil e no Seanad, de Valera ordenou ao Governador-Geral que convocasse uma eleição antecipada em janeiro de 1933 e o partido de de Valera ganhou 77 assentos, dando ao Fianna Fáil uma maioria geral. Sob a liderança de de Valera, o Fianna Fáil venceu mais eleições gerais em 1937, 1938, 1943 e 1944.
De Valera assumiu também a política externa da Irlanda, atuando também como Ministro das Relações Exteriores. Nessa função, ele participou de reuniões da Liga das Nações. Ele foi presidente do Conselho da Liga em sua primeira aparição na liga em Genebra, Suíça, em 1932 e, em um discurso que causou uma impressão mundial, apelou à adesão genuína de seus membros aos princípios do pacto da liga. Em 1934, ele apoiou a admissão da União Soviética na liga. Em setembro de 1938, ele foi eleito o décimo nono presidente da Assembleia da Liga, uma homenagem ao reconhecimento internacional que ele havia conquistado por sua postura independente em questões mundiais.
O governo de De Valera seguiu a política de desmantelar unilateralmente o tratado de 1921. Dessa forma, ele estaria buscando políticas republicanas e diminuindo a popularidade da violência republicana e do IRA. De Valera encorajou os membros do IRA a se juntarem às Forças de Defesa Irlandesas e à Gardaí. Ele também se recusou a demitir do cargo aqueles Cumann na nGaedheal, apoiadores de Cosgrave, que anteriormente se opuseram a ele durante a Guerra Civil. Ele, no entanto, demitiu Eoin O'Duffy de seu cargo como Comissário da Garda após um ano. Eoin O'Duffy foi então convidado a ser chefe da Army Comrades Association (ACA), formada para proteger e promover o bem-estar de seus membros, anteriormente liderada por JF O'Higgins, irmão de Kevin O'Higgins. Essa organização era um obstáculo ao poder de De Valera, pois apoiava Cumann na nGaedheal e fornecia administradores para suas reuniões. As reuniões do Cumann na nGaedheal foram frequentemente interrompidas por apoiadores do Fianna Fáil após a publicação do artigo: Nenhuma liberdade de expressão para traidores, de Peadar O'Donnell, um membro do IRA.
A ACA mudou seu nome para Guarda Nacional sob O'Duffy e adotou o uniforme de boinas pretas e camisas azuis, usando a saudação de braços esticados, e foram apelidados de Blueshirts. Eles eram abertamente fascistas e planejaram uma marcha em agosto de 1933 por Dublin para homenagear Michael Collins, Kevin O'Higgins e Arthur Griffith. Esta marcha estabeleceu paralelos com a marcha de Mussolini sobre Roma (1922), na qual ele criou a imagem de ter derrubado o governo democrático em Roma. De Valera reviveu um tribunal militar, que havia sido criado pela administração anterior, para lidar com o assunto. O'Duffy recuou quando a Guarda Nacional foi declarada uma organização ilegal e a marcha foi proibida. Dentro de algumas semanas, os seguidores de O'Duffy se fundiram com Cumann na nGaedhael e o Partido do Centro para formar a Irlanda Unida, ou Fine Gael, e O'Duffy se tornou seu líder. Marchas locais menores foram programadas para as semanas seguintes, sob nomes diferentes. A dissensão interna surgiu quando os deputados do partido se distanciaram das opiniões extremas de O'Duffy, e o seu movimento desmoronou.

## Taoiseach (1937–1948)

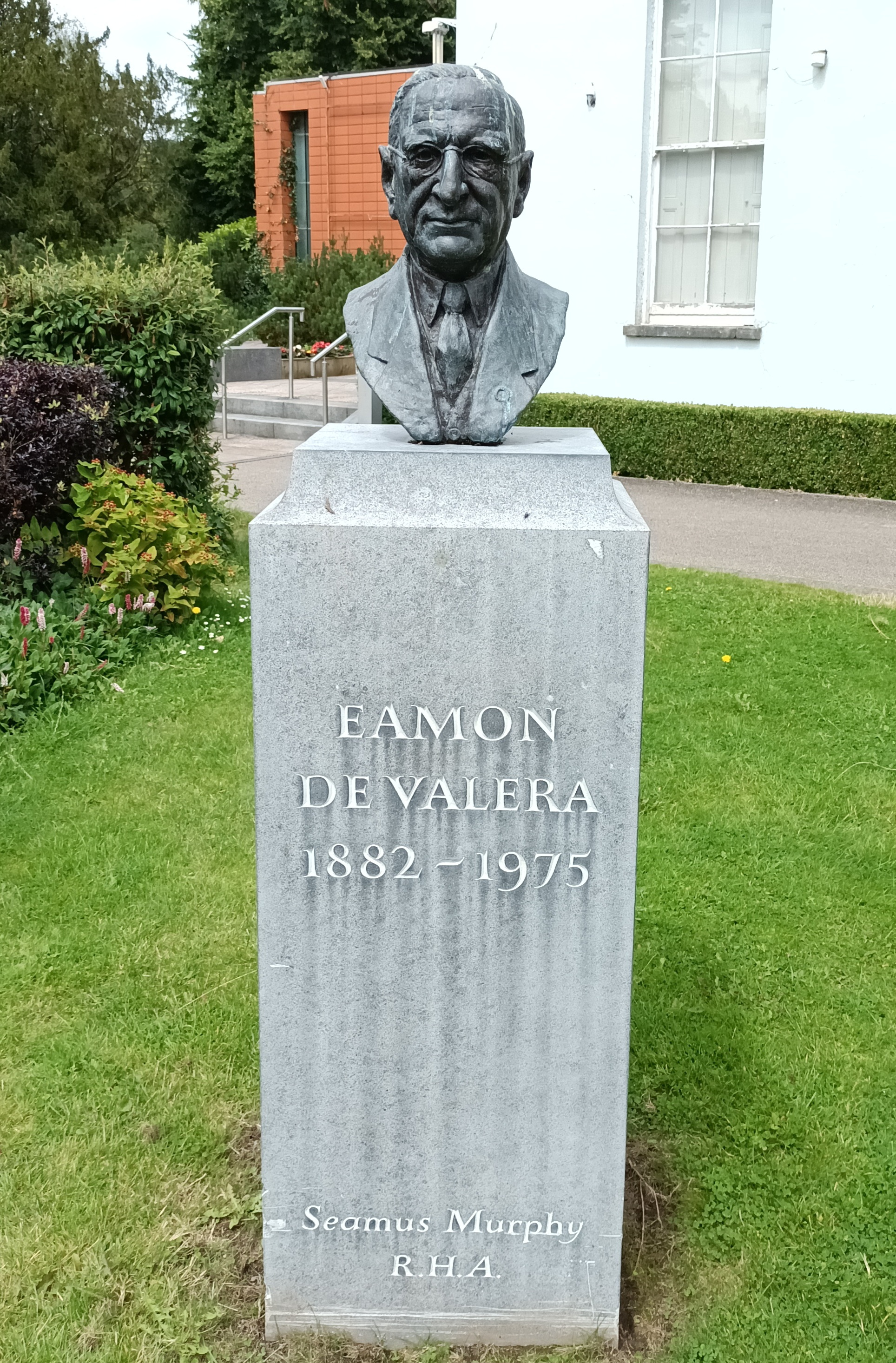
Busto de De Valera no Fitzgerald's Park, Cork

Tendo o Fianna Fáil vencido as eleições de 1937, realizadas no mesmo dia do plebiscito que ratificou a constituição, de Valera continuou como Presidente do Conselho Executivo até 29 de dezembro de 1937, quando a nova constituição foi promulgada. Nessa data, o cargo de de Valera tornou-se automaticamente o de Taoiseach, um cargo consideravelmente mais poderoso. Notavelmente, ele podia aconselhar o Presidente a demitir Ministros individualmente – conselho que o Presidente era obrigado a seguir por convenção. O antigo Conselho Executivo teve que ser dissolvido e reformado en bloc se o seu Presidente quisesse destituir um Ministro. Além disso, ele poderia solicitar a dissolução parlamentar por sua própria iniciativa. Anteriormente, o direito de solicitar a dissolução era conferido ao Conselho como um todo.
Na política social, o primeiro período de De Valera como Taoiseach viu a introdução (em 1947) de subsídios baseados em critérios de recursos para pessoas que sofrem de doenças infecciosas.

### Acordo Comercial Anglo-Irlandês
Com a nova constituição em vigor, de Valera determinou que as circunstâncias alteradas tornavam a resolução rápida da guerra comercial em curso da Irlanda com o Reino Unido mais desejável para ambos os lados - assim como a crescente probabilidade de eclosão de uma guerra em toda a Europa. Em abril de 1938, de Valera e o primeiro-ministro britânico Neville Chamberlain assinaram o Acordo Comercial Anglo-Irlandês, suspendendo todas as taxas impostas durante os cinco anos anteriores e encerrando o uso britânico dos Portos do Tratado que havia retido de acordo com o Tratado Anglo-Irlandês. O retorno dos portos foi de particular importância, pois garantiu a neutralidade irlandesa durante a próxima Segunda Guerra Mundial.

### Constituição da Irlanda
Durante a década de 1930, de Valera sistematicamente despojou a constituição do Estado Livre Irlandês – uma constituição originalmente redigida por um comitê sob a presidência nominal de seu rival, Collins – de características que ligavam a Irlanda ao Reino Unido, limitando sua independência e o caráter republicano de seu estado. De Valera foi capaz de executar este programa de mudança constitucional aproveitando três modificações anteriores de arranjos constitucionais. Primeiro, embora a constituição de 1922 originalmente exigisse um plebiscito público para qualquer emenda promulgada mais de oito anos após sua aprovação, o governo do Estado Livre sob W.T. Cosgrave havia alterado esse período para dezesseis anos. Isso significava que, até 1938, a constituição do Estado Livre poderia ser alterada pela simples aprovação de uma Lei de Emenda Constitucional através do Oireachtas . Em segundo lugar, embora o Governador-Geral do Estado Livre Irlandês pudesse reservar ou negar o Consentimento Real a qualquer legislação, a partir de 1927, o poder de aconselhar o Governador-Geral a fazê-lo não cabia mais ao governo britânico em Londres, mas ao Governo de Sua Majestade no Estado Livre Irlandês, o que significava que, na prática, o Consentimento Real era automaticamente concedido à legislação; era pouco provável que o governo aconselhasse o governador-geral a bloquear a promulgação de um de seus próprios projetos de lei. Em terceiro lugar, embora em sua teoria original a constituição tivesse que estar em conformidade com as disposições do Tratado Anglo-Irlandês como a lei fundamental do estado, essa exigência havia sido revogada pouco tempo antes de de Valera chegar ao poder.
O Juramento de Fidelidade foi abolido, assim como os apelos ao Comitê Judicial do Conselho Privado. O Senado, controlado pela oposição, quando protestou e desacelerou essas medidas, também foi abolido. Em 1931, o Parlamento Britânico aprovou o Estatuto de Westminster, que estabeleceu o status legislativo igual dos Domínios autônomos da então Comunidade Britânica, incluindo o Estado Livre Irlandês, entre si e com o Reino Unido. Embora alguns vínculos constitucionais entre os Domínios e o Reino Unido tenham permanecido, este é frequentemente visto como o momento em que os Domínios se tornaram estados totalmente soberanos.
De Valera, na sua qualidade de Primeiro-Ministro do Governo de Sua Majestade no Estado Livre Irlandês, escreveu em julho de 1936 ao Rei Eduardo VIII em Londres, indicando que planejava introduzir uma nova constituição, cuja parte central seria a criação de um cargo que Valera pretendia provisoriamente chamar de Presidente do Saorstát Éireann (em irlandês: Uachtarán Shaorstát Éireann), que substituiria o Governador-Geral. De Valera aproveitou a repentina abdicação de Eduardo VIII como Rei para aprovar dois projetos de lei: um emendava a constituição para remover toda menção ao monarca e ao Governador-Geral, enquanto o segundo trazia o monarca de volta, desta vez por meio de lei estatutária, para uso na representação do Estado Livre Irlandês a nível diplomático. Com a implementação da Constituição da Irlanda (em irlandês: Bunreacht na hÉireann), o título finalmente dado ao presidente foi Presidente da Irlanda (em irlandês: Uachtarán na hÉireann).
A constituição continha reformas e símbolos destinados a afirmar a soberania irlandesa. Entre eles, estavam:
- um novo nome para o estado, "Éire" (em irlandês) e "Ireland" (em inglês);
- uma alegação de que o território nacional era toda a ilha da Irlanda, desafiando assim o acordo de partição da Grã-Bretanha de 1921;
- a remoção das referências ao Rei da Irlanda[90][91] e a substituição do representante do monarca, o governador-geral, por um Presidente da Irlanda eleito pelo povo, que tem "precedência sobre todas as outras pessoas no Estado e que exercerá e desempenhará os poderes e funções conferidos ao Presidente por esta Constituição e por lei";[92][93]
- reconhecimento da “posição especial” da Igreja Católica;
- um reconhecimento do conceito católico de casamento que excluía o divórcio civil, embora o casamento civil fosse mantido;
- a declaração de que a língua irlandesa era a "língua nacional" e a primeira língua oficial da nação, embora o inglês também fosse incluído como "uma" segunda língua oficial;
- o uso de termos da língua irlandesa para enfatizar a identidade cultural e histórica irlandesa (por exemplo, Uachtarán, Taoiseach, Tánaiste, etc.)

Críticas a algumas das reformas constitucionais acima mencionadas incluem:
- os artigos anti-partição antagonizaram desnecessariamente os unionistas na Irlanda do Norte, ao mesmo tempo que atraíam críticas dos republicanos de linha dura ao reconhecerem a de facto situação.
- da mesma forma, o reconhecimento da "posição especial" da Igreja Católica era inconsistente com a identidade e as aspirações dos protestantes do norte (levando à sua revogação na década de 1970), ao mesmo tempo em que ficava aquém das demandas dos católicos linha-dura para que o catolicismo fosse explicitamente tornado a religião do estado.
- a afirmação do irlandês como língua nacional e oficial primária não refletiu as realidades contemporâneas nem levou ao renascimento da língua
- embora o Rei tenha sido removido do texto da constituição, ele manteve um papel de liderança nos assuntos externos do estado, e a posição legal do Presidente da Irlanda era, portanto, incerta; havia também a preocupação de que a presidência pudesse evoluir para uma posição ditatorial
- elementos da doutrina social católica incorporados no texto, como os artigos sobre o papel da mulher, da família e do divórcio, eram inconsistentes tanto com a prática da minoria protestante quanto com a opinião liberal contemporânea

Como conclui Paul Bew, na constituição de 1937, de Valera estava "tentando apaziguar os republicanos de esquerda com frases nacionais e as pessoas piedosas com trechos expressamente católicos [e] catolicismo patriarcal". 
A Constituição foi aprovada em plebiscito em 1º de julho de 1937 e entrou em vigor em 29 de dezembro de 1937.

### A Emergência (Segunda Guerra Mundial)
Em setembro de 1939, uma guerra geral europeia era iminente. Em 2 de setembro, de Valera aconselhou Dáil Éireann que a neutralidade era a melhor política para o país. Essa política teve apoio político e popular esmagador, embora alguns defendessem a participação irlandesa na guerra ao lado dos Aliados, enquanto outros, acreditando que "a dificuldade da Inglaterra é a oportunidade da Irlanda", eram pró-alemães. Fortes objeções ao recrutamento no Norte foram expressas por de Valera. Em junho de 1940, para encorajar o estado irlandês neutro a se juntar aos Aliados, Winston Churchill indicou a de Valera que o Reino Unido pressionaria pela unidade irlandesa, mas acreditando que Churchill não conseguiria, de Valera recusou a oferta. No dia seguinte aos ataques a Pearl Harbor, Churchill telegrafou a de Valera: "Agora é sua chance. Agora ou nunca! Uma nação novamente. Eu o encontrarei onde você desejar." Os britânicos não informaram o Governo da Irlanda do Norte de que tinham feito a oferta ao governo irlandês, e a rejeição de De Valera só foi divulgada em 1970.
O governo garantiu amplos poderes durante o período de Emergência, como internamento, censura da imprensa e da correspondência e controle governamental da economia. A Lei de Poderes de Emergência expirou em 2 de setembro de 1946, embora o Estado de Emergência declarado pela constituição não tenha sido levantado até a década de 1970. Esse status permaneceu durante toda a guerra, apesar da pressão de Chamberlain e Churchill. No entanto, de Valera respondeu a um pedido da Irlanda do Norte por bombeiros para ajudar no combate a incêndios após o Blitz de Belfast de 1941. Seu discurso de rádio do Dia de São Patrício de 1943, agora amplamente ridicularizado, exibiu suas visões tradicionalistas, exaltando uma Irlanda "satisfeita com o conforto frugal", povoada por "crianças robustas" e "donzelas felizes".
Controversamente, de Valera visitou e ofereceu condolências ao embaixador alemão em Dublin pela morte de Adolf Hitler em 1945, de acordo com o protocolo diplomático de nações neutras. Isso causou alguns danos à reputação internacional da Irlanda, particularmente nos Estados Unidos - e logo depois de Valera teve uma amarga troca de palavras com Churchill em dois famosos discursos de rádio após o fim da guerra na Europa. De Valera denunciou os relatos do campo de concentração de Bergen-Belsen como "propaganda antinacional"; de acordo com Bew, isso não foi por descrença, mas sim porque o Holocausto minou a principal suposição subjacente à neutralidade irlandesa: a equivalência moral entre os Aliados e o Eixo. 
O governo de Valera era supostamente severo com os desertores do Exército Irlandês que se alistaram para lutar com os exércitos Aliados contra o Eixo. A legislação em questão era a ordem de Poderes de Emergência (nº 362), aprovada em agosto de 1945. Em 18 de outubro de 1945, Thomas F. O'Higgins moveu uma ação para anular a ordem. Ele não tolerava a deserção, mas sentia que a ordem era especificamente severa com os desertores que serviram nas forças Aliadas. O general Richard Mulcahy também se manifestou contra a Ordem, discordando da forma como ela se aplicava aos homens alistados e não aos oficiais. Ela foi revogada com efeito a partir de 1º de agosto de 1946, mas foi efetivamente continuada pela seção 13 da Lei das Forças de Defesa (Disposições Temporárias) de 1946.

## Período pós-guerra: Taoiseach/líder da oposição

### Líder da oposição (1948–1951)
Depois de de Valera ter passado dezasseis anos no poder sem responder às questões cruciais da partição e do estatuto republicano, o público exigiu uma mudança no governo do Fianna Fáil. Nas eleições de 1948, de Valera perdeu a maioria absoluta que desfrutava desde 1933. Inicialmente parecia que o Partido Trabalhista Nacional daria ao Fianna Fáil apoio suficiente para permanecer no cargo como um governo minoritário, mas o Partido Trabalhista Nacional insistiu num acordo formal de coligação, algo que de Valera não estava disposto a conceder. No entanto, embora o Fianna Fáil estivesse a seis lugares da maioria, ainda era de longe o maior partido no Dáil, com mais 37 TDs do que o segundo maior partido e rival, o Fine Gael (o sucessor de Cumann na nGaedheal). A sabedoria convencional sustentava que de Valera permaneceria Taoiseach com o apoio de deputados independentes.
Essa crença foi por água abaixo quando (após a contagem dos votos finais) os outros partidos perceberam que, se se unissem, teriam apenas uma cadeira a menos que o Fianna Fáil e seriam capazes de formar um governo com o apoio de pelo menos sete independentes. O resultado foi o Primeiro Governo Interpartidário, com John A. Costello, do Fine Gael, como seu candidato de compromisso para Taoiseach. Costello foi devidamente nomeado, relegando de Valera à oposição pela primeira vez em 16 anos. No ano seguinte, Costello declarou a Irlanda como uma república, deixando a partição como a questão política mais urgente da época.
De Valera, agora Líder da Oposição, deixou a prática parlamentar real de se opor ao governo para seu vice, Seán Lemass, e ele próprio embarcou em uma campanha mundial para abordar a questão da partição. Ele visitou os Estados Unidos, Austrália, Nova Zelândia e Índia, e neste último país, foi o último convidado do Governador-Geral, Lord Mountbatten da Birmânia, antes de ser sucedido pelo primeiro Governador-Geral nascido na Índia. Em Melbourne, Austrália, de Valera foi homenageado pelo poderoso Arcebispo Católico Daniel Mannix, nas comemorações do centenário da diocese de Melbourne. Ele compareceu a reuniões de massa no Xavier College e discursou para o Melbourne Celtic Club reunido. Em Brisbane, Austrália, a pedido do influente e antigo Arcebispo Duhig, de Valera lançou a pedra fundamental do novo prédio do Ensino Médio no Marist Brothers College Rosalie . Em outubro de 1950, apenas trinta anos após sua fuga dramática da prisão de Lincoln, ele retornou a Lincoln e recebeu a liberdade da prisão. A Liga Antipartição da Irlanda da Grã-Bretanha marcou a ocasião com um jantar em sua homenagem e o brinde foi "Amizade Anglo-Irlandesa". Uma mensagem-chave na campanha de de Valera foi que a Irlanda não poderia se juntar à recém-criada Organização do Tratado do Atlântico Norte enquanto a Irlanda do Norte estivesse em mãos britânicas; embora o governo de Costello favorecesse a aliança com a OTAN, a abordagem de de Valera ganhou um apoio mais amplo e impediu o estado de assinar o tratado.

### Últimos anos como Taoiseach

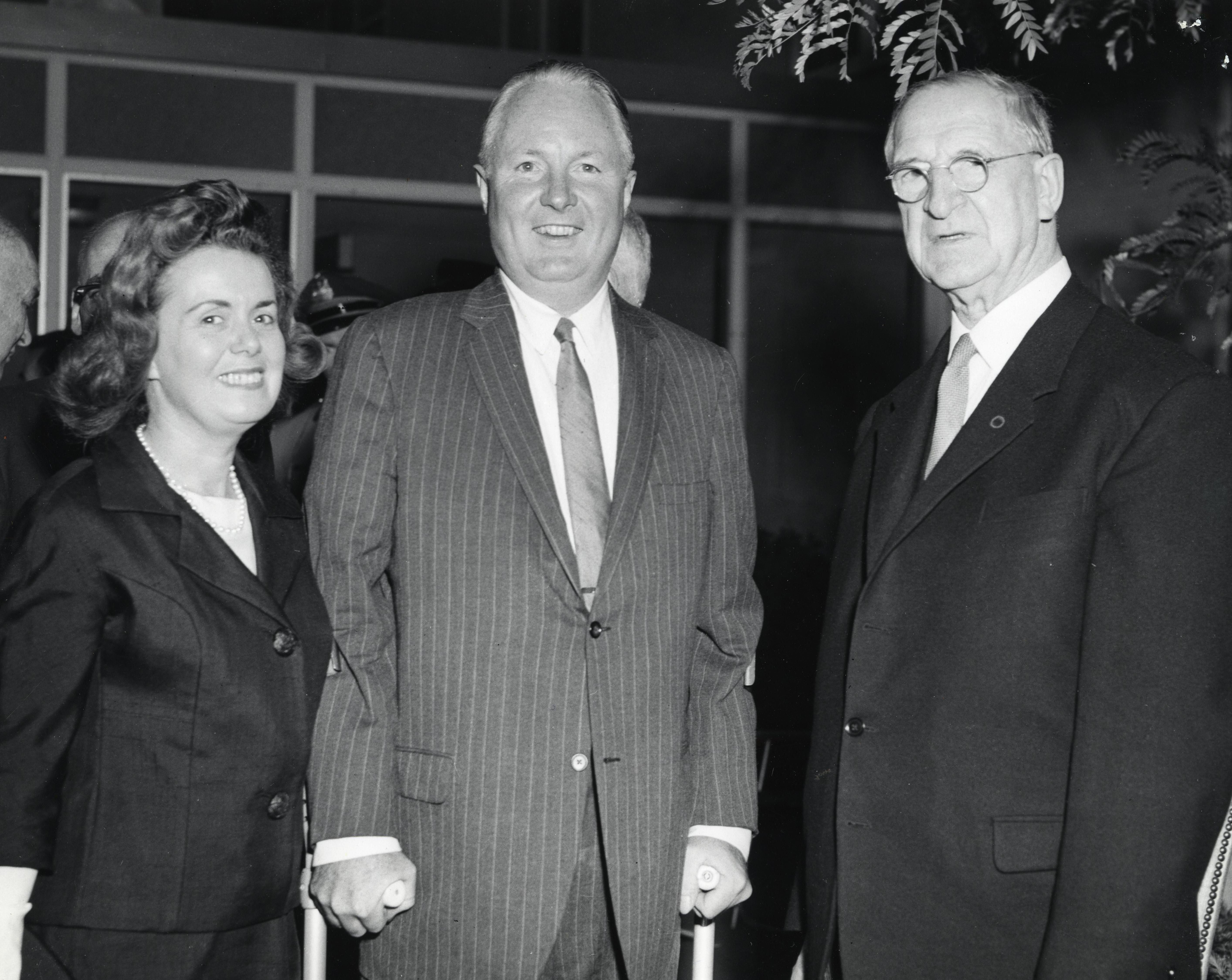
De Valera (à direita) com o prefeito de Boston, John F. Collins, e sua esposa Mary

Retornando à Irlanda durante a crise do Plano Materno-Infantil que abalou o Primeiro Governo Interpartidário, de Valera manteve-se em silêncio como Líder da Oposição, preferindo manter-se afastado da controvérsia. Essa postura ajudou a devolver de Valera ao poder nas eleições gerais de 1951, mas sem uma maioria absoluta. A popularidade dele e do Fianna Fáil durou pouco, no entanto; seu governo introduziu políticas econômicas e orçamentárias severas e deflacionárias em 1952, causando uma reação política que custou ao Fianna Fáil vários assentos no Dáil nas eleições suplementares de 1953 e no início de 1954. Diante de uma provável perda de confiança no Dáil, de Valera convocou uma eleição em maio de 1954, na qual o Fianna Fáil foi derrotado e um Segundo Governo Interpartidário foi formado com John A. Costello novamente como Taoiseach.
Em 16 de setembro de 1953, de Valera encontrou-se com o primeiro-ministro britânico Winston Churchill pela primeira e única vez, na 10 Downing Street. (Os dois homens tinham-se visto numa festa em 1949, mas sem se falarem). Ele surpreendeu o primeiro-ministro do Reino Unido ao afirmar que, se estivesse no cargo em 1948, a Irlanda não teria deixado a Comunidade Britânica.
Foi durante esse período que a visão de De Valera começou a se deteriorar e ele foi forçado a passar vários meses na Holanda, onde passou por seis cirurgias. Em 1955, enquanto estava na oposição, De Valera se manifestou contra a formação de um Parlamento Europeu e o federalismo europeu, observando que a Irlanda "não se esforçou para sair daquele domínio britânico [...] para entrar em uma [posição] pior".
Assim como o primeiro governo de coalizão, o segundo durou apenas três anos. Nas eleições gerais de 1957, de Valera, então em seu septuagésimo quinto ano, conquistou a maioria absoluta de nove cadeiras, o maior número que já havia garantido. Este foi o início de outro período de dezesseis anos no cargo para o Fianna Fáil. Uma nova política econômica surgiu com o Primeiro Programa de Expansão Econômica. Em julho de 1957, em resposta à Campanha da Fronteira (IRA), a Parte II da Lei de Ofensas Contra o Estado foi reativada e ele ordenou o internamento sem julgamento de suspeitos republicanos, uma ação que fez muito para encerrar a campanha do IRA.
O mandato final de De Valera como Taoiseach também viu a aprovação de inúmeras reformas na saúde e bem-estar. Em 1952, o seguro-desemprego foi estendido aos empregados agrícolas do sexo masculino, os abonos de família foram estendidos ao segundo filho e um subsídio de maternidade para mulheres seguradas foi introduzido. Um ano depois, a elegibilidade para serviços de maternidade e infância e serviços hospitalares públicos foi estendida a aproximadamente 85% da população.

## Presidência

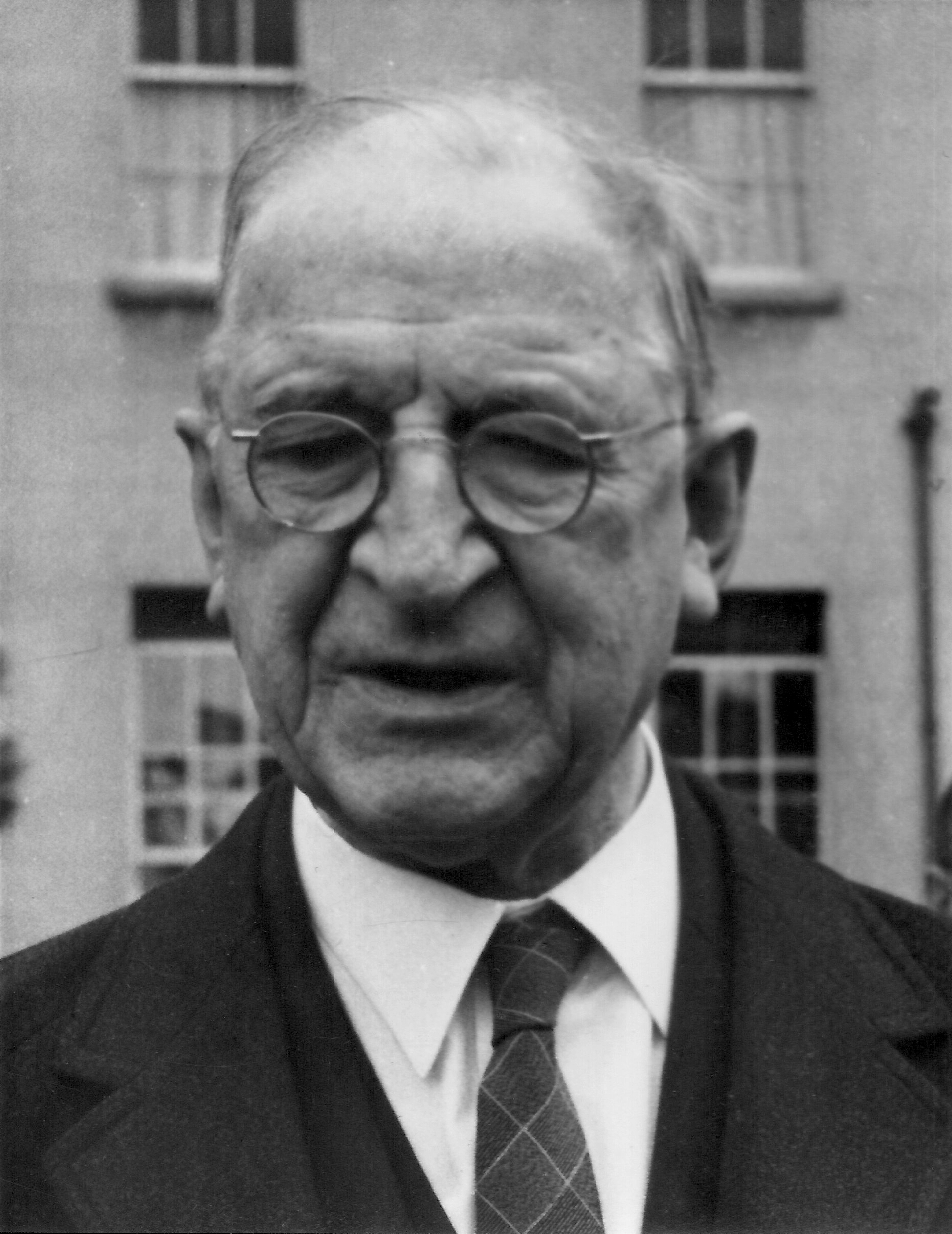
De Valera na década de 1960 como Presidente da Irlanda

Embora o Fianna Fáil permanecesse popular entre o eleitorado, de Valera, de 75 anos, começou a ser visto pelo eleitorado como velho demais e fora de sintonia para permanecer como chefe de governo. A pedido de autoridades do partido, de Valera decidiu se aposentar do governo e do Dáil e, em vez disso, buscar a presidência da Irlanda. Ele venceu a eleição presidencial de 1959 em 17 de junho de 1959 e renunciou ao cargo de Taoiseach, líder do Fianna Fáil e deputado por Clare, seis dias depois, entregando o poder a Seán Lemass.
De Valera foi empossado como presidente da Irlanda em 25 de junho de 1959. Nessa época, ele estava "quase cego", de acordo com o capitão do Down GAA, Kevin Mussen, que o conheceu após a final do Campeonato Sênior de Futebol da Irlanda de 1960 e o considerou "um tipo de homem não muito caloroso". De Valera foi reeleito presidente em 1966 aos 84 anos, o que até 2013 era um recorde mundial para o chefe de estado eleito mais velho. Em sua aposentadoria em 1973, aos 90 anos, ele era o chefe de estado mais velho do mundo.
Como presidente da Irlanda, de Valera recebeu muitas visitas de estado, incluindo a visita de 1963 do presidente dos EUA John F. Kennedy. Cinco meses depois, de Valera compareceu ao funeral de estado de Kennedy em Washington, DC, e acompanhou um grupo de 24 cadetes das Forças de Defesa que realizaram um exercício silencioso em seu túmulo. Em junho de 1964, ele retornou a Washington, DC, como o segundo presidente da Irlanda a se dirigir ao Congresso dos Estados Unidos.
Em 1966, a comunidade judaica de Dublin organizou o plantio e a dedicação da Floresta Éamon de Valera em Israel, perto de Nazaré, em reconhecimento ao seu apoio aos judeus da Irlanda.
Em janeiro de 1969, de Valera se tornou o primeiro presidente a discursar em ambas as casas do Oireachtas, para marcar o quinquagésimo aniversário da fundação do Dáil Éireann.
Em 1969, setenta e três países enviaram mensagens de boa vontade à NASA pelo histórico primeiro pouso lunar. Essas mensagens ainda permanecem na superfície lunar. A mensagem de De Valera em nome da Irlanda afirmava: "Que Deus conceda que a habilidade e a coragem que permitiram ao homem pousar na Lua o capacitem, também, a assegurar a paz e a felicidade na Terra e a evitar o perigo da autodestruição."

## Morte

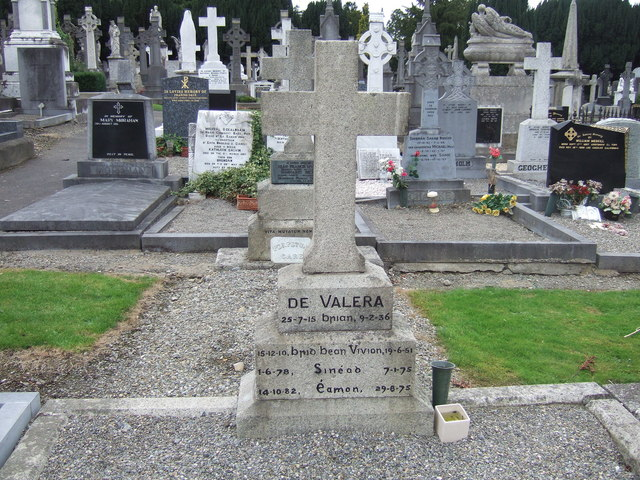
Túmulo de Éamon de Valera no Cemitério de Glasnevin, em Dublin. Sua esposa, Sinéad, e seu filho, Brian (que morreu em um acidente a cavalo em 1936) também estão enterrados lá.

Éamon de Valera morreu de pneumonia e insuficiência cardíaca no Linden Convalescent Home, Blackrock, Dublin, em 29 de agosto de 1975, aos 92 anos. Sua esposa, Sinéad de Valera, quatro anos mais velha, havia morrido em janeiro anterior, na véspera de seu 65º aniversário de casamento. Seu corpo foi velado no Castelo de Dublin e recebeu um funeral de estado completo em 3 de setembro na St Mary's Pro-Cathedral, que foi transmitido pela televisão nacional. Mais de 200.000 pessoas supostamente fizeram fila na rota funerária de três milhas do centro da cidade de Dublin até o Cemitério de Glasnevin. Ele está enterrado em Glasnevin ao lado de sua esposa e filho Brian.

## Legado
O credo político de De Valera evoluiu do republicanismo militante para o conservadorismo social e cultural.
Personalidade política dominante da Irlanda por muitas décadas, de Valera recebeu inúmeras honrarias. Ele foi eleito Chanceler da Universidade Nacional da Irlanda em 1921, ocupando o cargo até sua morte. O Papa João XXIII concedeu-lhe a Ordem de Cristo (KSC). Ele recebeu títulos honorários de universidades na Irlanda e no exterior. Em 1968, ele foi eleito membro da Royal Society (FRS), um reconhecimento de seu interesse ao longo da vida em matemática. Ele também serviu como membro do Parlamento da Irlanda do Norte (por Down de 1921 a 1929 e por South Down de 1933 a 1937), embora tenha mantido a política republicana de abstenção e não tenha tomado assento em Stormont.
De Valera foi criticado por se tornar coproprietário de um dos grupos de jornais mais influentes da Irlanda, o Irish Press Newspapers, financiado por vários pequenos investidores que não receberam dividendos por décadas. De Valera é acusado pelos críticos de ter ajudado a manter a Irlanda sob a influência do conservadorismo católico. De Valera rejeitou, no entanto, as exigências de organizações como Maria Duce de que o catolicismo romano se tornasse a religião oficial da Irlanda, assim como rejeitou as exigências da Frente Cristã Irlandesa para o Estado Livre Irlandês de apoiar Francisco Franco durante a Guerra Civil Espanhola.
| “ | A preocupação de De Valera com seu papel na história e sua necessidade de explicá-lo e justificá-lo refletem-se de inúmeras maneiras. Sua fé nos historiadores como guardiões confiáveis de sua reputação não era absoluta. Ele fez muitas tentativas para influenciar suas opiniões e ajustar e refinar o registro histórico sempre que sentia que isso o retratava, a seus aliados ou à sua causa de forma imprecisa ou desfavorável à sua opinião; muitas vezes, isso podia significar a mesma coisa. Ele estendeu esses esforços para abranger o público irlandês em geral. Uma função importante de seu grupo jornalístico, o grupo Irish Press, era retificar o que ele via como os erros e omissões de uma década na qual ele havia sido alvo de comentários amplamente hostis. | ” |

Nas últimas décadas, o seu papel na história irlandesa deixou de ser visto inequivocamente pelos historiadores como positivo, e uma biografia de Tim Pat Coogan alega que seus fracassos superam suas conquistas, com a reputação de de Valera em declínio enquanto a de seu grande rival na década de 1920, Michael Collins, estava crescendo. Um trabalho mais recente de 2007 sobre de Valera pelo historiador Diarmaid Ferriter apresenta uma imagem mais positiva do legado de de Valera. Bertie Ahern, no lançamento do livro para a biografia de de Valera escrita por Diarmaid Ferriter, descreveu as conquistas de de Valera na liderança política durante os anos de formação do estado:
| “ | Um dos melhores momentos de De Valera foi o reagrupamento do lado republicano após a derrota na Guerra Civil, colocando seus seguidores em um caminho exclusivamente pacífico e democrático, ao longo do qual ele mais tarde teve que enfrentar tanto o fascismo doméstico quanto o IRA. Ele se tornou um estadista democrático, não um ditador. Não expurgou do funcionalismo público aqueles que haviam servido a seus antecessores, mas fez o melhor uso possível dos talentos disponíveis. | ” |

Um fracasso notável foi sua tentativa de reverter a disposição da Constituição de 1937 em relação ao sistema eleitoral. Ao se aposentar como Taoiseach em 1959, ele propôs a substituição do sistema de Representação Proporcional consagrado naquela constituição. De Valera argumentou que a Representação Proporcional havia sido responsável pela instabilidade que caracterizou grande parte do período pós-guerra. Um referendo constitucional para ratificar isso foi derrotado pelo povo.
Um aspecto do legado de de Valera é que, desde a fundação do estado, um de Valera quase sempre serviu no Dáil Éireann. Éamon de Valera serviu até 1959, e seu filho, Vivion de Valera, foi um Teachta Dála (TD) de 1945 a 1981. Éamon Ó Cuív, seu neto, serviu como membro do Dáil de 1992 a 2024 (anteriormente tendo servido no Seanad de 1989 a 1992) com uma passagem como vice-líder do Fianna Fáil, enquanto sua neta, Síle de Valera, também é ex-TD, com ambos tendo servido em ministérios no governo irlandês.

### Política social católica

Heráldica de Éamon de Valera como cavaleiro da Ordem Suprema de Cristo

Em 1931, de Valera disse no Dáil: "Acredito que todo cidadão deste país tem direito à sua cota de nomeações públicas e que não deve haver discriminação com base na religião, discriminação, veja bem, no sentido de que, pelo fato de uma pessoa ser de uma religião específica, a religião não deve ser usada como desculpa para negar a uma pessoa uma nomeação para a qual ela esteja totalmente qualificada. Surge então a pergunta: o que são qualificações? Se eu achasse que o princípio de que o bibliotecário em uma comunidade católica deve ser católico fosse um princípio novo, introduzido apenas para negar uma nomeação a um protestante, eu votaria contra, mas sei, desde a minha juventude, que não é assim. ... se eu tivesse direito a voto em um órgão local e houvesse duas pessoas qualificadas que tivessem que lidar com uma comunidade católica, e se uma fosse católica e a outra protestante, eu votaria sem hesitar no católico. Sejamos claros e saibamos onde estamos." Ryle Dwyer, escrevendo em 2008, disse: "Se essas fossem suas opiniões honestas, também se poderia dizer sem hesitação que o Long Fellow era um fanático. Mas, na verdade, ele estava apenas desempenhando o papel de um hipócrita político. Foi cínico, mas deve-se enfatizar que ele se comportou de forma responsável a esse respeito quando chegou ao poder."
De Valera levou o Fianna Fáil a adotar políticas sociais conservadoras, pois acreditava piamente que a Igreja Católica e a família eram centrais para a identidade irlandesa. Ele acrescentou cláusulas à nova Constituição da Irlanda (1937) para "guardar com especial cuidado a instituição do casamento" e proibir o divórcio. Sua constituição também reconheceu "a posição especial" da Igreja Católica e reconheceu outras denominações, incluindo a Igreja da Irlanda e congregações judaicas, ao mesmo tempo em que garantia a liberdade religiosa de todos os cidadãos; no entanto, ele resistiu à tentativa de tornar o Catolicismo Romano a religião oficial e sua constituição proíbe o estabelecimento de uma religião oficial. Suas políticas foram bem recebidas por um eleitorado majoritariamente devoto, conservador e rural. Os artigos inexequíveis da constituição, que reforçavam a visão tradicional de que o lugar da mulher era em casa, ilustram ainda mais a direção que a Irlanda estava tomando. Uma lei de 1935 proibia a importação ou venda de anticoncepcionais. As leis de censura mais rigorosas da Europa Ocidental completam o quadro.
O reconhecimento específico do catolicismo romano foi suprimido pela Quinta Emenda da Constituição da Irlanda (1973) e a proibição do divórcio foi removida pela Décima Quinta Emenda da Constituição da Irlanda (1996). No entanto, o Supremo Tribunal Irlandês declarou em 1973 que a legislação contraceptiva de 1935 não era repugnante à Constituição e, portanto, permanecia válida. No entanto, leis subsequentes liberalizaram o uso de contraceptivos (ver Contracepção na República da Irlanda).

## Na cultura popular
O retrato de De Valera ilustrou a capa da edição de 25 de março de 1940 da revista TIME que acompanha o artigo EIRE: EIRE: Prime Minister of Freedom.
Ele foi retratado por:
- Andre Van Gyseghem em um episódio de 1970 do ITV Playhouse intitulado "Would You Look at Them Smashing all Those Lovely Windows?"
- Sonn Connaughton em um episódio de 1981 de The Life and Times of David Lloyd George intitulado "Win or Lose"
- Barry McGovern no filme de TV de 1991 The Treaty, que tratava do Tratado Anglo-Irlandês
- Arthur Riordan no programa de televisão Nighthawks da RTÉ dos anos 1990[156]
- Alan Rickman no filme Michael Collins de 1996, que retratou os eventos que cercaram a luta da Irlanda pela independência da Grã-Bretanha
- Andrew Connolly na minissérie de TV Rebel Heart de 2001 sobre a Revolta de 1916
- Stephen Mullan na minissérie de TV Rebellion de 2016

## Governos
Os seguintes governos foram liderados por de Valera:
- 2.º Ministério da República da Irlanda
- 3.º Ministério da República da Irlanda
- 6.º Conselho Executivo do Estado Livre Irlandês
- 7.º Conselho Executivo do Estado Livre Irlandês
- 8.º Conselho Executivo do Estado Livre Irlandês
- 1.º Governo da Irlanda
- 2.º Governo da Irlanda
- 3.º Governo da Irlanda
- 4.º Governo da Irlanda
- 6.º Governo da Irlanda
- 8.º Governo da Irlanda

#### Historiografia
- Chapple, Phil (2005). «'Dev': The Career of Eamon De Valera Phil Chapple Examines a Titanic and Controversial Figure in Modern Irish History». History Review (53): 28
- Ferriter, Diarmaid (2007). Judging Dev: A Reassessment of the Life and Legacy of Eamon De Valera. Dublin: [s.n.] ISBN 978-1-904890-28-7
- Girvin, Brian. "Beyond Revisionism? Some Recent Contributions to the Study of Modern Ireland." English Historical Review (2009) 124#506 :94–107· DOI: 10.1093/ehr/cen341
- Hogan, Gerard. "De Valera, the Constitution and the Historians." Irish Jurist 40 (2005).
- McCarthy, Mark. Ireland's 1916 Rising: Explorations of History-making, Commemoration & Heritage in Modern Times (Routledge, 2016).
- Murray, Patrick. "Obsessive historian: Eamon de Valera and the policing of his reputation." Proceedings of the Royal Irish Academy. Section C (2001): 37–65.
- Regan, John M (2010). «Irish public histories as an historiographical problem». Irish Historical Studies. 37 (146): 265–292. doi:10.1017/s002112140000225x
- Regan, John M (2007). «Michael Collins, General Commanding-in-Chief, as a Historiographical Problem». History. 92 (307): 318–346. doi:10.1111/j.1468-229x.2007.00398.x